# Tetzaveh

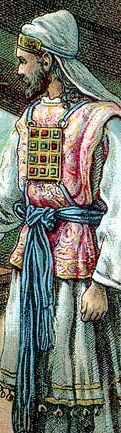
El Sumo Sacerdote (ilustración de una tarjeta bíblica publicada en 1907 por Providence Lithograph Company)

Tetzaveh, Tetsaveh, T'tzaveh, o T'tzavveh (תְּצַוֶּה, la segunda palabra e primera palabra distintiva de la parashá) es la vigésima porción semanal de la Torá (פָּרָשָׁה, parashá) en el ciclo anual judío de lectura de la Torá y la octava en el Libro del Éxodo. La parashá relata las órdenes de ordena llevar aceite de oliva para la lámpara (מְנוֹרָה, Menorá), confeccionar vestiduras sagradas para los sacerdotes (כֹּהֲנִים, kohanim), llevar a cabo una ceremonia de ordenación y hacer un altar de incienso.
Constituye Éxodo 27:20-30:10. La parashá se compone de 5430 letras en hebreo, 1412 palabras en hebreo, 101 versículos, y 179 líneas en un rollo de la Torá. Los judíos la leen el vigésimo Shabat después de Simjat Torá, en febrero o marzo.

## Lecturas

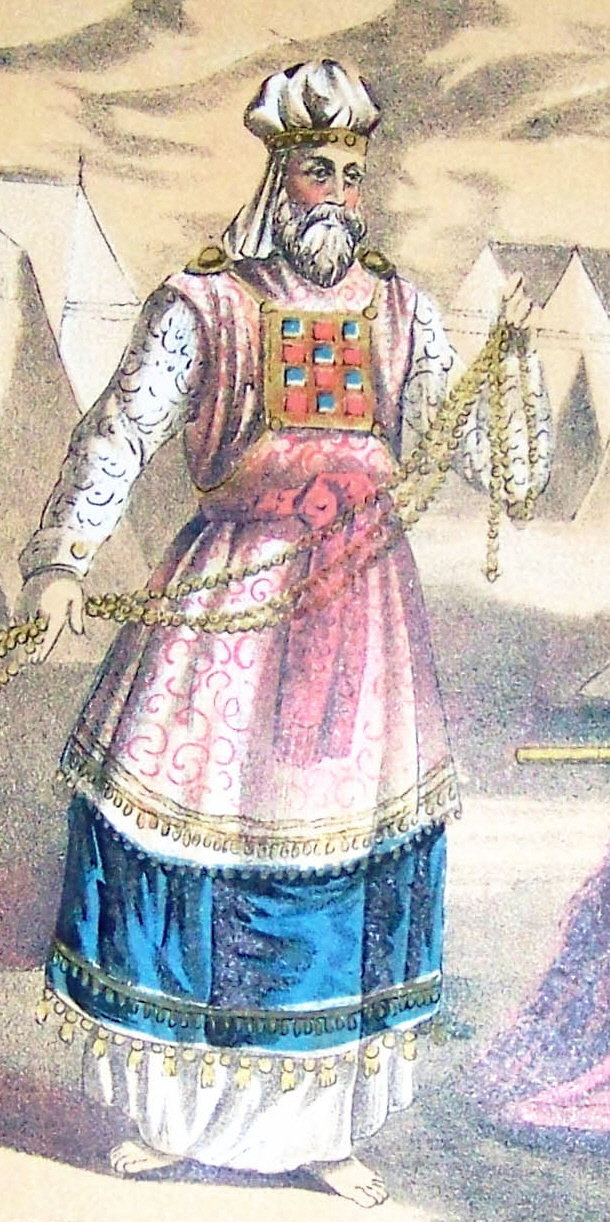
El Sumo Sacerdote de Israel (ilustración imaginaria en la Biblia Holman de 1890)

En la lectura tradicional de la Torá del sábado, la parashá se divide en siete lecturas, o עליות, aliyot.

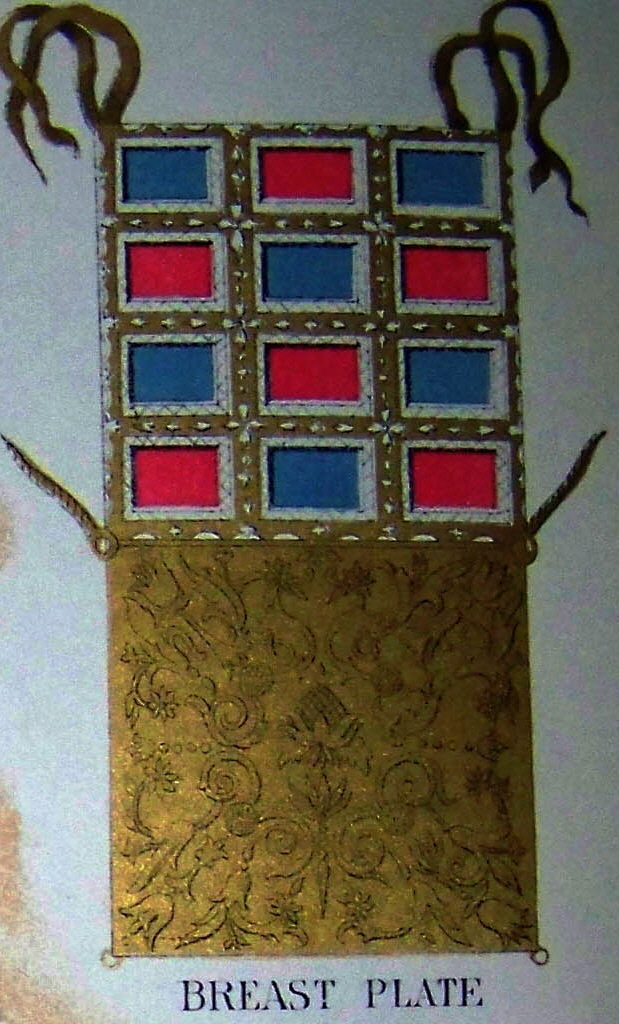
La coraza imaginaria del sumo sacerdote (ilustración en la Biblia Holman de 1890)

### Primera lectura: Éxodo 27:20-28:12
En la primera lectura, Dios ordenó a los israelitas que trajeran aceite de oliva puro a Moisés, para que Aarón y sus descendientes como Sumo Sacerdote pudieran encender lámparas regularmente en el Tabernáculo.  Dios ordenó a Moisés que hiciera vestiduras sagradas para Aarón: un pectoral (חֹשֶׁן, Ḥoshen), el Ephod (אֵפוֹד), una túnica, un broche de oro con la inscripción «santo para el Señor», una túnica con flecos, un tocado, una faja y calzones de lino.

### Segunda lectura: Éxodo 28:13-30
En la segunda lectura, Dios detalló las instrucciones para el pectoral. Dios instruyó a Moisés para que colocara Urim y Tumim dentro del pectoral del juicio.

### Tercera lectura: Éxodo 28:31-43
En la tercera lectura, Dios detalló las instrucciones para la túnica, el pectoral, la túnica con flecos, el tocado, la faja y los calzones. Dios ordenó a Moisés que colocara granadas y campanillas de oro alrededor del dobladillo de la túnica, para que hicieran ruido cuando el Sumo Sacerdote entrara y saliera del santuario, para que no muriera.

### Cuarta lectura: Éxodo 29:1-18
En la cuarta lectura, Dios estableció una ceremonia de ordenación para los sacerdotes que incluía el sacrificio de un toro joven, dos carneros, pan sin levadura, tortas sin levadura con aceite mezclado y obleas sin levadura untadas con aceite. Dios ordenó a Moisés que llevara el toro al frente del Tabernáculo, que Aarón y sus hijos impusieran sus manos sobre la cabeza del toro, que sacrificaran al toro a la entrada de la Tienda y que pusieran un poco de la sangre del toro en los cuernos del altar. Dios ordenó a Moisés que dejara que Aarón y sus hijos impusieran sus manos sobre el primer carnero y lo sacrificaran, rociaran su sangre y lo diseccionaran.

### Quinta lectura: Éxodo 29:19-37
En la quinta lectura, Dios ordenó a Moisés que tomara uno de los carneros, que Aarón y sus hijos impusieran sus manos sobre la cabeza del carnero, que sacrificaran el carnero y que pusieran un poco de su sangre en la parte superior de la oreja derecha de Aarón y en la parte superior de las orejas derechas de sus hijos, y en los pulgares de sus manos derechas y en los dedos gordos de sus pies derechos.

### Sexta lectura: Éxodo 29:38-46
En la sexta lectura, Dios prometió reunirse y hablar con Moisés y los israelitas allí, morar entre los israelitas y ser su Dios.

### Séptima lectura: Éxodo 30:1-10
En la séptima lectura, Dios ordenó a Moisés que hiciera un altar de incienso de madera de acacia recubierta de oro, a veces llamado Altar de Oro.

### Lecturas según el ciclo trienal
Los judíos que leen la Torá según el ciclo trienal de lectura de la Torá leen la parashá según el siguiente calendario:
|         | Año 1                  | Año 2                  | Año 3                  |
|         | 2023, 2026, 2029 . . . | 2024, 2027, 2030 . . . | 2025, 2028, 2031 . . . |
| Lectura | 27:20–28:30            | 28:31–29:18            | 29:19–30:10            |
| ------- | ---------------------- | ---------------------- | ---------------------- |
| 1       | 27:20–28:5             | 28:31–35               | 29:19–21               |
| 2       | 28:6–9                 | 28:36–38               | 29:22–25               |
| 3       | 28:10–12               | 28:39–43               | 29:26–30               |
| 4       | 28:13–17               | 29:1–4                 | 29:31–34               |
| 5       | 28:18–21               | 29:5–9                 | 29:35–37               |
| 6       | 28:22–25               | 29:10–14               | 29:38–46               |
| 7       | 28:26–30               | 29:15–18               | 30:1–10                |
| Maftir  | 28:28–30               | 29:15–18               | 30:8–10                |

## En la interpretación bíblica interna
La parashá tiene paralelismos o se discute en estas fuentes bíblicas:

### Éxodo, capítulos 25-39
Este es el patrón de instrucción y construcción del Tabernáculo y su mobiliario:
| Ítems                    | Instrucción | Instrucción     | Construcción | Construcción      |
| Ítems                    | Orden       | Versículos      | Orden        | Versículos        |
| ------------------------ | ----------- | --------------- | ------------ | ----------------- |
| Contribuciones           | 1           | Exodus 25:1–9   | 2            | Exodus 35:4–29    |
| Arca                     | 2           | Exodus 25:10–22 | 5            | Exodus 37:1–9     |
| Mesa                     | 3           | Exodus 25:23–30 | 6            | Exodus 37:10–16   |
| Menorah                  | 4           | Exodus 25:31–40 | 7            | Exodus 37:17–24   |
| Tabernáculo              | 5           | Exodus 26:1–37  | 4            | Exodus 36:8–38    |
| Altar del Sacrificio     | 6           | Exodus 27:1–8   | 11           | Exodus 38:1–7     |
| Edificio del tabernaculo | 7           | Exodus 27:9–19  | 13           | Exodus 38:9–20    |
| Lámparas                 | 8           | Exodus 27:20–21 | 16           | Números 8:1–4     |
| Prendas sacerdotales     | 9           | Exodus 28:1–43  | 14           | Exodus 39:1–31    |
| Ritual de Ordenación     | 10          | Exodus 29:1–46  | 15           | Levitico 8:1–9:24 |
| Altar del incienso       | 11          | Exodus 30:1–10  | 8            | Exodus 37:25–28   |
| Lavar                    | 12          | Exodus 30:17–21 | 12           | Exodus 38:8       |
| Aceite de unción         | 13          | Exodus 30:22–33 | 9            | Exodus 37:29      |
| Incienso                 | 14          | Exodus 30:34–38 | 10           | Exodus 37:29      |
| Artesanos                | 15          | Exodus 31:1–11  | 3            | Exodus 35:30–36:7 |
| El Sabath                | 16          | Exodus 31:12–17 | 1            | Exodus 35:1–3     |

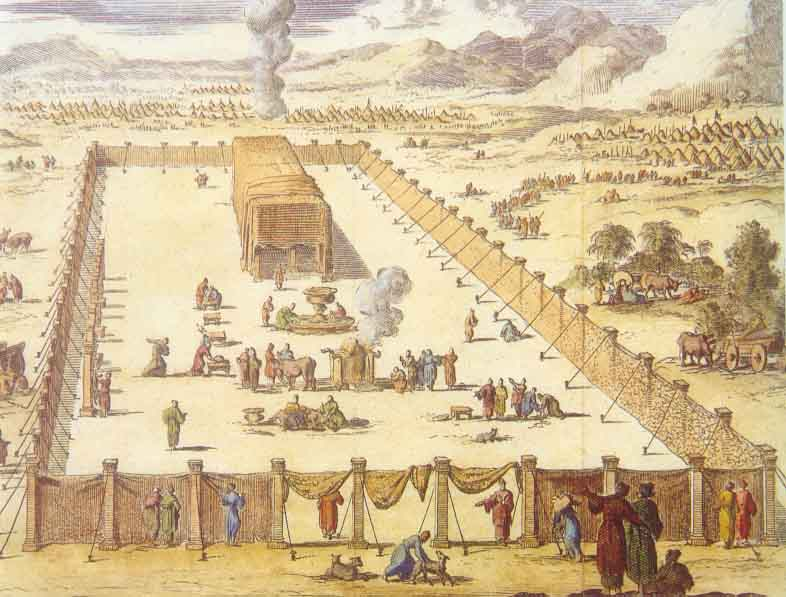
Una representación del Tabernáculo.

La historia sacerdotal del Tabernáculo en Éxodo 25-27 se hace eco de la historia sacerdotal de la creación en Génesis 1:1-2:3. A medida que la historia de la creación se desarrolla en siete días, las instrucciones sobre el Tabernáculo se desarrollan en siete discursos.  Tanto en el relato de la creación como en el del Tabernáculo, el texto señala la finalización de la tarea. Tanto en la creación como en el Tabernáculo, se ve que el trabajo realizado es bueno. Tanto en la creación como en el Tabernáculo, cuando el trabajo está terminado, Dios toma una acción en reconocimiento.  Tanto en la creación como en el Tabernáculo, cuando se termina la obra, se invoca una bendición. Y tanto en la creación como en el Tabernáculo, Dios declara algo «santo».
El lenguaje utilizado para describir la construcción del Tabernáculo es paralelo al utilizado en la historia de la creación. El candelabro tenía siete velas, Aarón vestía siete vestiduras sacras, El relato de la construcción del Tabernáculo alude al relato de la creación, y el Tabernáculo se completó el día de Año Nuevo. Éxodo 25:1–9 y 35:4–29 enumeran siete tipos de sustancias (metales, hilo, pieles, madera, aceite, especias y piedras preciosas) que representan la totalidad de los suministros.

### Éxodo, capítulo 27
Levítico 24:1-4 se hace eco y amplía la orden de Éxodo 27:20 sobre el cuidado de la Menorá.

### Éxodo, capítulo 28
Las vestiduras sacerdotales de Éxodo 28:2-43 se repiten en el Salmo 132:9, donde el salmista exhorta: «Vistan tus sacerdotes justicia», y en el Salmo 132:16, donde Dios promete: «A sus sacerdotes vestiré de salvación». Franz Delitzsch interpretó que esto significaba que los sacerdotes se caracterizarían por una conducta acorde con la voluntad de Dios, y que los sacerdotes no solo traerían la salvación de manera instrumental, sino que la poseerían personalmente y la proclamarían en toda su apariencia externa.
La Biblia en hebreo se refiere al Urim y al Tumim en Éxodo 28:30; Levítico 8:8; Números 27:21; Deuteronomio 33:8; 1 Samuel 14:41 («Thammim») y 28:6; Libro de Esdras 2:63; y Libro de Nehemías 7:65; y puede referirse a ellos en las referencias a «utensilios sagrados» en Números 31:6 y el Efod en 1 Samuel 14:3 y 19; 23:6 y 9; y 30:7-8; y Libro de Oseas 3:4.

### Éxodo, capítulo 29
La Torá menciona la combinación de oreja, pulgar y dedo del pie en tres lugares. En Éxodo 29:20, Dios instruyó a Moisés sobre cómo iniciar a los sacerdotes, diciéndole que matara un carnero, tomara un poco de su sangre y la pusiera en la punta de la oreja derecha de Aarón y sus hijos, en el pulgar de su mano derecha y en el dedo gordo de su pie derecho, y que derramara la sangre restante contra el altar alrededor. Y luego Levítico 8:23-24 informa que Moisés siguió las instrucciones de Dios para iniciar a Aarón y a sus hijos. Luego, Levítico 14:14, 17, 25 y 28 establecen un procedimiento similar para la purificación de una persona con enfermedad de la piel (צָּרַעַת, tzara'at). En Levítico 14:14, Dios instruyó al sacerdote que el día de la purificación de la persona tomara un poco de la sangre de una ofrenda por la culpa y la pusiera en la punta de la oreja derecha, el pulgar de la mano derecha y el dedo gordo del pie derecho de la persona que debía purificarse. Y luego, en Levítico 14:17, Dios instruyó al sacerdote que pusiera aceite en la punta de la oreja derecha, el pulgar de la mano derecha y el dedo gordo del pie derecho de la persona que debía ser purificada, sobre la sangre de la ofrenda por la culpa. Y finalmente, en Levítico 14:25 y 28, Dios instruyó al sacerdote para que repitiera el procedimiento al octavo día para completar la purificación de la persona.

### Éxodo, capítulo 30
En su descripción del altar, Éxodo 30:10 presagia el propósito de Yom Kippur, resumido en Levítico 16:6,, y  y se repite en Levítico 23:27–28 en la lista de las fiestas.

## En la interpretación no rabínica temprana

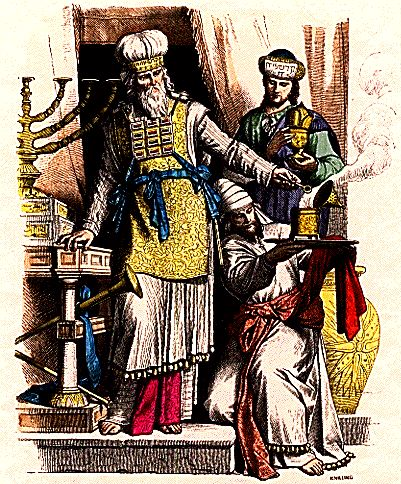
El sumo sacerdote con su pectoral (ilustración circa 1861-1880 de La historia del traje de Braun y Schneider)

La parashá se analiza en estas primeras fuentes no rabínicas:

### Éxodo capítulo 28
Ben Sira escribió sobre el esplendor de las vestiduras del Sumo Sacerdote en Éxodo 28, diciendo: «¡Cuán glorioso era... cuando salía de la Casa de la cortina! Como la estrella de la mañana entre las nubes, como la luna llena en la temporada festiva; como el sol brillando en el Templo del Altísimo, como el arco iris resplandeciendo en espléndidas nubes».
Josefo interpretó la vestimenta de lino de Éxodo 28:5 como una representación de la tierra, ya que el lino crece de la tierra. Josefo interpretó el efod de los cuatro colores oro, azul, púrpura y escarlata en Éxodo 28:6 como una representación de que Dios creó el universo de cuatro elementos, con el oro entretejido para mostrar el esplendor por el cual todas las cosas están iluminadas. Josefo vio las piedras en los hombros del Sumo Sacerdote en Éxodo 28:9-12 para representar el sol y la luna. Interpretó que el pectoral de Éxodo 28:15-22 se asemejaba a la tierra, teniendo el lugar medio del mundo, y el cinturón que rodeaba al Sumo Sacerdote para significar el océano, que rodeaba el mundo. Interpretó las 12 piedras del Efod en Éxodo 28:17-21 como representación de los meses o los signos del zodíaco. Interpretó las campanillas de oro y las granadas que, según Éxodo 28:33-35, colgaban de los flecos de las vestiduras del Sumo Sacerdote como representación del trueno y el relámpago, respectivamente. Y Josefo vio el azul en el tocado de Éxodo 28:37 para representar el Cielo, «porque, de lo contrario, ¿cómo podría inscribirse en él el nombre de Dios?»
Josefo contó que cuando Alejandro Magno vio desde la distancia la multitud de sacerdotes con vestiduras de lino blanco y al Sumo Sacerdote con vestiduras púrpura y escarlata y la placa de oro en la cabeza, Alejandro saludó al Sumo Sacerdote, recordando que lo había visto en una visión.
Josefo informó que el Urim y el Tumim dejaron de brillar 200 años antes de su época, ya que Dios se había disgustado con las transgresiones de la ley de Dios.

### Éxodo, capítulo 29
Filo enseñó que el mandamiento de Éxodo 29:20 de aplicar sangre de carnero en la oreja derecha, el pulgar y el dedo gordo del pie de los sacerdotes significaba que la persona perfecta debe ser pura en cada palabra, acción y vida. La oreja simboliza el oído con el que las personas juzgan las palabras de uno, la mano simboliza la acción y el pie simboliza la forma en que una persona camina en la vida. Y dado que cada una de estas es una extremidad del lado derecho del cuerpo, Filón imaginó que Éxodo 29:20 enseña que uno debe esforzarse por mejorar en todo con destreza y felicidad, como un arquero apunta a un blanco.

## En la interpretación rabínica clásica
La parashá se discute en estas fuentes rabínicas de la época de la Mishná y el Talmud:

### Éxodo, capítulo 27
Un midrash enseñó que Dios considera que estudiar la estructura del santuario equivale a reconstruirlo
El rabino Josías enseñó que la expresión «tomarán para ti» (וְיִקְחוּ אֵלֶיךָ, «v'yikhu eileicha») en Éxodo 27:20 era una orden para que Moisés tomara de los fondos comunitarios, en contraste con la expresión «haz para ti» (עֲשֵׂה לְךָ, aseih lecha) en Números 10:2, que era una orden para que Moisés tomara de sus propios fondos.

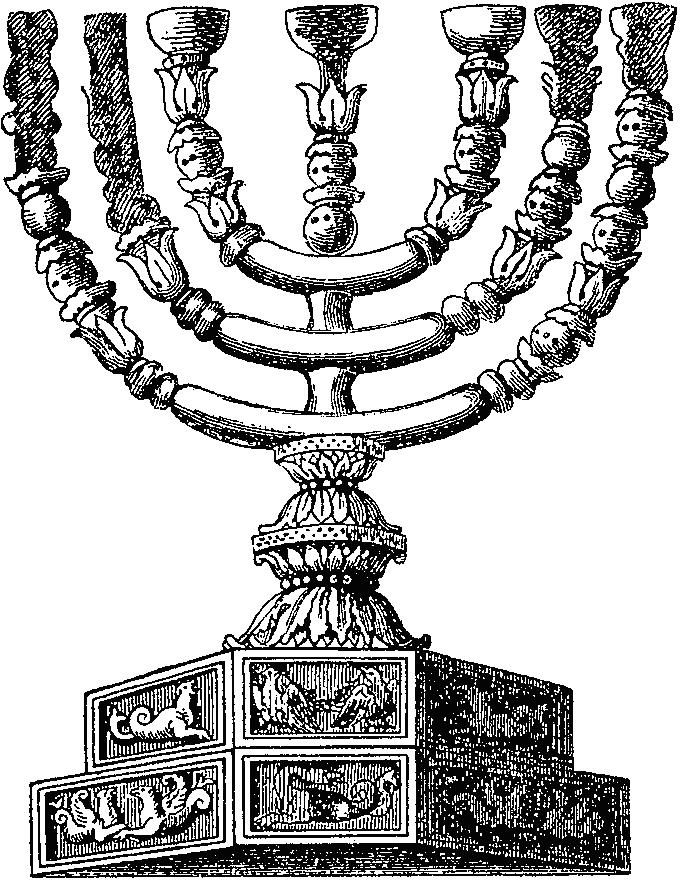
Menorah del Arco de Tito (ilustración de la Enciclopedia Judía de 1906)

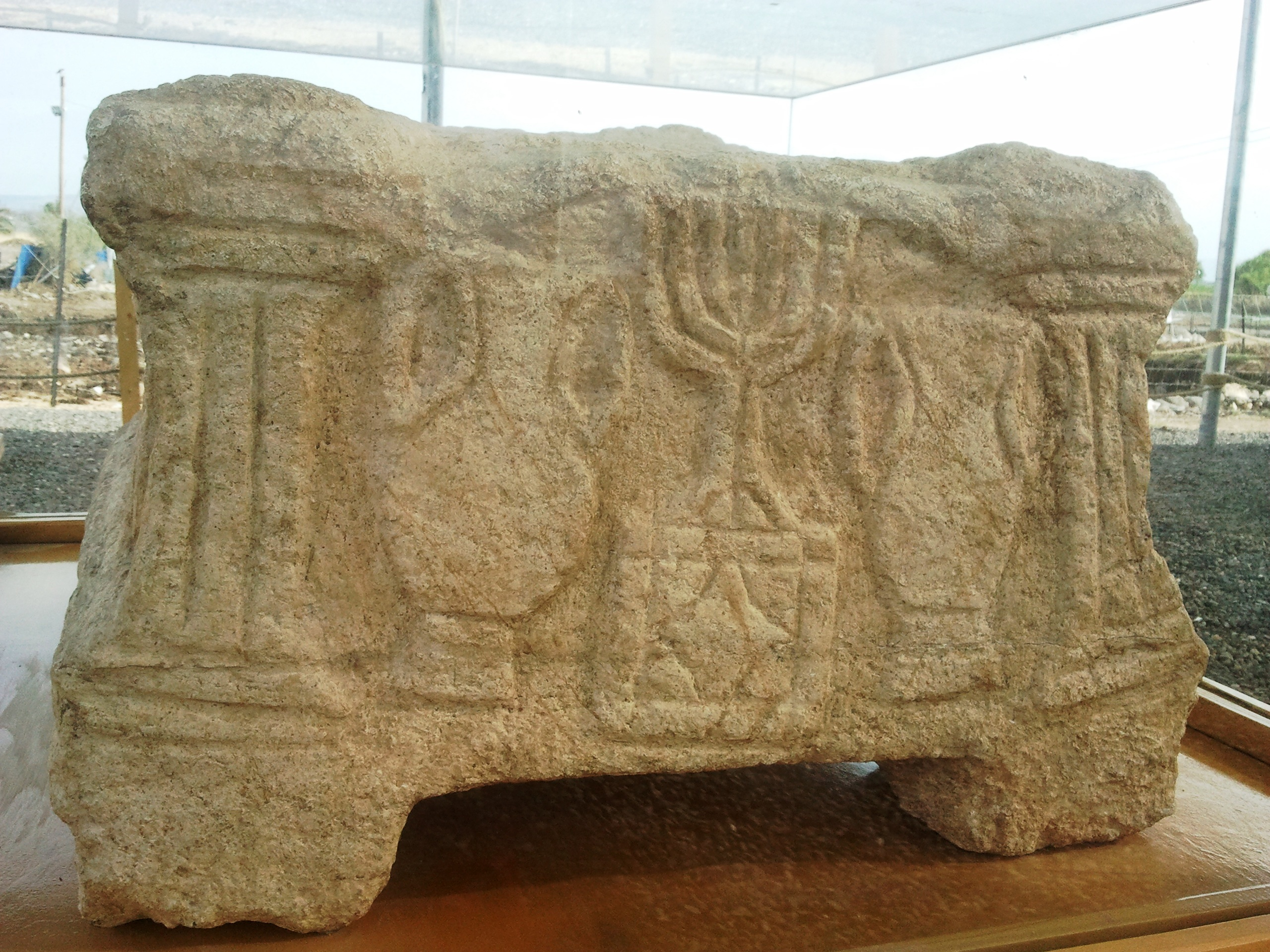
Menorá en la sinagoga de Magdala (año 2009) datada en el.

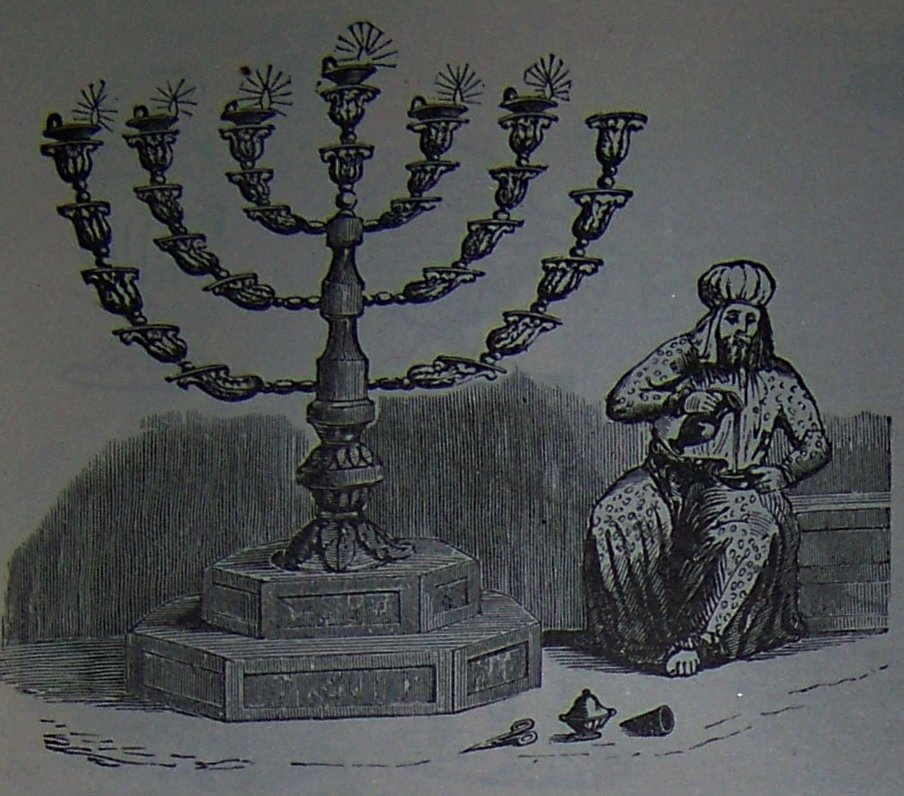
El portador de la lámpara dorada (ilustración de la Biblia Holman de 1890)

La Mishná postulaba que se podría haber inferido que las ofrendas de harina requerirían el aceite de oliva más puro, porque si la Menorah, cuyo aceite no se comía, requería aceite de oliva puro, ¿cuánto más deberían hacerlo las ofrendas de harina, cuyo aceite se comía? Pero Éxodo 27:20 dice: «aceite de oliva puro batido para la luz», pero no «aceite de oliva puro batido para las ofrendas de comida», para dejar claro que tal pureza se requería solo para la Menorá y no para las ofrendas de comida. La Mishná enseñaba que había tres cosechas de aceitunas, y cada cosecha daba tres tipos de aceite (para un total de nueve tipos de aceite). La primera cosecha de aceitunas se recogía de la copa del árbol; se machacaban y se metían en una cesta (el rabino Judah dijo que alrededor del interior de la cesta) para obtener el primer aceite. A continuación, las aceitunas se prensaban bajo una viga (el rabino Judah dijo que con piedras) para obtener el segundo aceite. Después, las aceitunas se molían y se prensaban de nuevo para obtener el tercer aceite. Solo el primer aceite era apto para la Menorá, mientras que el segundo y el tercero eran para las ofrendas de comida. La segunda cosecha es cuando las aceitunas a nivel del techo se recogían del árbol; se machacaban y se metían en la cesta (el rabino Judá dijo alrededor del interior de la cesta) para producir el primer aceite (de la segunda cosecha). Las aceitunas se prensaban entonces con la viga (el rabino Judá dijo con piedras) para producir el segundo aceite (de la segunda cosecha). Las aceitunas se molían y prensaban de nuevo para obtener el tercer aceite. Una vez más, con la segunda cosecha, solo el primer aceite era apto para la Menorá, mientras que el segundo y el tercero eran para las ofrendas de comida. La tercera cosecha era cuando las últimas aceitunas del árbol se metían en un depósito hasta que se pasaban. Estas aceitunas se recogían y se secaban en el tejado, se machacaban y se metían en la cesta (el rabino Judá dijo que estaban alrededor del interior de la cesta) para obtener el primer aceite. A continuación, las aceitunas se prensaban con la viga (el rabino Judá dijo que con piedras) para obtener el segundo aceite. Y luego se molían y se prensaban de nuevo para obtener el tercer aceite. Una vez más, con la tercera cosecha, solo el primer aceite era apto para la Menorá, mientras que el segundo y el tercero eran para las ofrendas de comida.
La Mishná enseñaba que había una piedra frente a la Menorá con tres escalones en los que se paraba el sacerdote para recortar las luces. El sacerdote dejaba el frasco de aceite en el segundo escalón.
Un midrash enseñaba que las luces de la Menorá del Tabernáculo eran réplicas de las luces celestiales. El midrash enseñaba que todo lo que Dios creó en el cielo tiene una réplica en la tierra. Así, el Libro de Daniel 2:22 relata: «Y la luz mora con [Dios]» en el cielo. Mientras que abajo en la tierra, Éxodo 27:20 ordena: «Que te traigan aceite de oliva puro batido para la luz». (Así, puesto que todo lo que está arriba también está abajo, Dios mora en la tierra al igual que Dios mora en el cielo). El Midrash enseñó que Dios tiene más cariño por las cosas de abajo que por las de arriba, porque Dios dejó las cosas del cielo para descender a morar entre los de abajo, como relata Éxodo 25:8: «Y que me hagan un santuario, para que yo more entre ellos».
Citando Éxodo 27:20, la Guemará enseñó que ver aceite de oliva en un sueño presagia ver la luz de la Torá.
Un midrash expuso Éxodo 27:20 para explicar por qué Israel era, en palabras de Jeremías 11:16, como «un frondoso olivo». El midrash enseñaba que, al igual que la aceituna es golpeada, molida, atada con cuerdas y, finalmente, produce su aceite, las naciones golpean, aprisionan, atan y rodean a Israel, y cuando finalmente Israel se arrepiente de sus pecados, Dios le responde. El midrash ofrecía una segunda explicación: Así como todos los líquidos se mezclan entre sí, pero el aceite se niega a hacerlo, Israel se mantiene distinto, como se le ordena en Deuteronomio 7:3. El midrash ofrecía una tercera explicación: Así como el aceite flota en la superficie incluso después de haber sido mezclado con todo tipo de líquidos, Israel, siempre que cumpla la voluntad de Dios, será elevado por Dios, como dice en Deuteronomio 28:1. El midrash ofrecía una cuarta explicación: así como el aceite da luz, el Templo de Jerusalén dio luz a todo el mundo, como dice en Isaías 60:3.

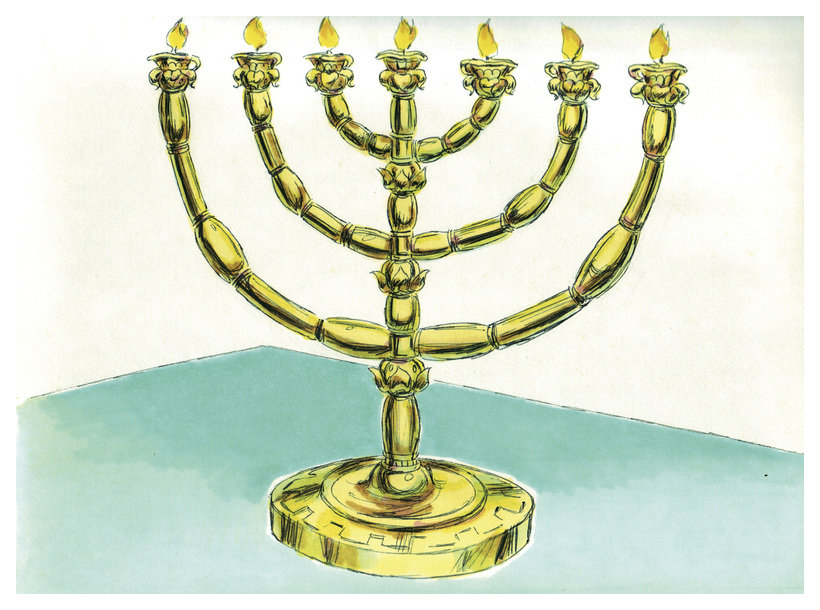
El candelabro de oro (ilustración de 1984 de Jim Padgett, cortesía de Distant Shores Media/Sweet Publishing)

Un midrash enseñaba que Dios instruyó a Moisés para que hiciera arder una lámpara en el Tabernáculo no porque Dios necesitara la luz, sino para que los israelitas pudieran dar luz a Dios como Dios daba luz a los israelitas. El midrash comparó esto con el caso de un hombre que podía ver, caminando junto a un ciego. El hombre que veía se ofreció a guiar al ciego. Cuando llegaron a casa, el hombre que veía le pidió al ciego que le encendiera una lámpara e iluminara su camino para que el ciego ya no estuviera en deuda con el hombre que veía por haberlo acompañado en el camino. El hombre que ve de la historia es Dios, porque en 2 Crónicas 16:9 y Zacarías 4:10 se dice: «Porque los ojos del Señor recorren toda la tierra». Y el ciego es Israel, como dice Isaías 59:10: «Tanteamos la pared como ciegos, sí, como los que no tienen ojos, tanteamos; tropezamos al mediodía como en la penumbra» (y los israelitas tropezaron en el asunto del Becerro de Oro al mediodía). Dios iluminó el camino de los israelitas (después de que tropezaran con el becerro) y los guió, como dice Éxodo 13:21: «Y el Señor iba delante de ellos de día». Cuando los israelitas estaban a punto de construir el Tabernáculo, Dios llamó a Moisés y le pidió en Éxodo 27:20: «Que te traigan aceite de oliva puro».

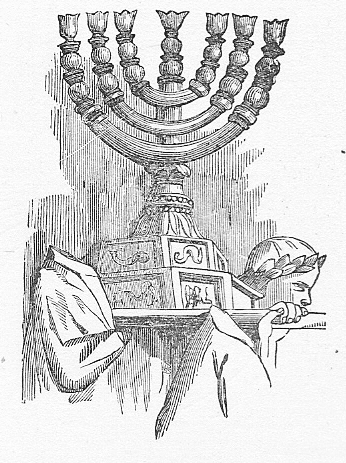
El candelabro de oro (ilustración de la Historia ilustrada de la Biblia de 1911 de John Kitto)

Otro midrash enseñaba que las palabras de la Torá dan luz a quienes las estudian, pero quienes no se ocupan de la Torá tropiezan. El midrash comparó esto con aquellos que están en la oscuridad; tan pronto como empiezan a caminar, tropiezan, caen y se golpean la cara contra el suelo, todo porque no tienen una lámpara en la mano. Lo mismo ocurre con aquellos que no tienen Torá; tropiezan con el pecado, tropiezan y mueren. El midrash enseñaba además que aquellos que estudian la Torá dan luz dondequiera que estén. Citando el Salmo 119:105, «Lámpara es a mis pies tu palabra, y lumbrera a mi camino», y Proverbios 20:27, «El espíritu del hombre es lámpara de Jehová», el midrash enseñaba que Dios ofrece a las personas dejar que la lámpara de Dios (la Torá) esté en su mano, y que su lámpara (sus almas) esté en la mano de Dios. La lámpara de Dios es la Torá, como dice Proverbios 6:23: «Porque el mandamiento es lámpara, y la enseñanza es luz». El mandamiento es «una lámpara» porque aquellos que cumplen un mandamiento encienden una luz ante Dios y reavivan sus almas; como dice Proverbios 20:27, «El espíritu del hombre es la lámpara del Señor».

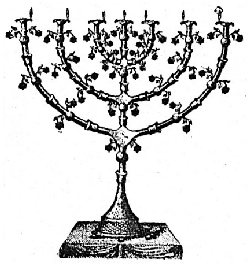
La Menorá (ilustración de 1901 Un breve esbozo del tabernáculo judío de Philip Y. Pendleton)

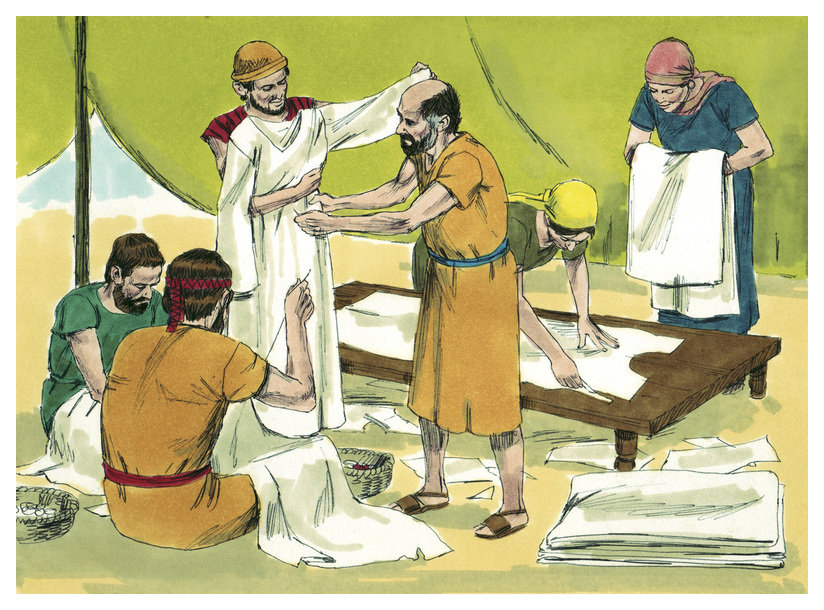
Vestimenta de un sacerdote (ilustración de 1984 de Jim Padgett, cortesía de Distant Shores Media/Sweet Publishing)

Una baraita enseñaba que usaban los pantalones gastados del Sumo Sacerdote para hacer las mechas de la Menorá del Templo y los pantalones gastados de los sacerdotes ordinarios para los candelabros fuera del Templo. Al leer las palabras «para que una lámpara arda continuamente» en Éxodo 27:20, el rabino Samuel bar Isaac dedujo que la inusual palabra לְהַעֲלֹת, «lehaalot», literalmente «hacer ascender», significaba que la mecha tenía que permitir que la llama ascendiera por sí sola. Así, los rabinos concluyeron que ningún material que no fuera el lino —como el lino fino de la vestimenta del sumo sacerdote— permitiría que la llama ascendiera por sí sola. Del mismo modo, Rami bar Hama dedujo del uso de la palabra לְהַעֲלֹת, lehaalot, en Éxodo 27:20, que la llama de la Menorá tenía que ascender por sí sola, y no a través de otros medios (como el ajuste por parte de los sacerdotes). Así, Rami bar Hama enseñó que con las mechas y el aceite que enseñaron los Sabios, no se podía encender en el Sabbat, y tampoco se podía encender en el Templo. Sin embargo, la Guemará desafió a Rami bar Hama, citando una Mishná. que enseñaba que los calzones y cinturones gastados de los sacerdotes se rasgaban y se usaban para encender las luces para la celebración de la Extracción de Agua. La Guemará postuló que tal vez esa celebración era diferente. La Guemará respondió con la enseñanza de Rabbah bar Masnah, quien enseñó que las prendas sacerdotales gastadas se rasgaban y se convertían en mechas para el Templo. Y el Gemara aclaró que las prendas de lino eran las que se pretendían.
Una baraita enseñaba que Éxodo 27:21, «Aarón y sus hijos la pondrán en orden, para quemar desde la tarde hasta la mañana», significa que Dios les ordenó que proporcionaran a la Menorá la cantidad necesaria de aceite para quemar desde la tarde hasta la mañana.  Y los sabios calcularon que un medio tronco de aceite (aproximadamente 140 gramos) ardería desde la tarde hasta la mañana. La Guemará informó que algunos dijeron que calcularon esto reduciendo la cantidad original de aceite, primero llenando cada lámpara con una gran cantidad de aceite y descubriendo por la mañana que todavía quedaba aceite en la lámpara, reduciendo gradualmente la cantidad hasta llegar a medio tronco. Otros dijeron que lo calculaban aumentando la cantidad, llenando primero la lámpara con una pequeña cantidad de aceite y aumentando la cantidad de aceite la noche siguiente hasta llegar al estándar de la media vara. Los que dijeron que lo calculaban aumentando la cantidad de aceite dijeron que la Torá tiene en cuenta los recursos de los israelitas y que calcular usando la mayor cantidad de aceite en primera instancia desperdiciaba el aceite que aún quedaba en la lámpara por la mañana. Y aquellos que dijeron que lo calcularon reduciéndolo señalaron que no había escasez en el lugar de la riqueza, el Santuario.
La baraita informó de que otra interpretación sostenía que Éxodo 27:21 enseñaba que ningún otro servicio era válido desde la tarde hasta la mañana, aparte de encender la Menorá. Éxodo 27:21 dice: «Aaron y sus hijos la pondrán en orden, para quemarla desde la tarde hasta la mañana», y esto implica que «ella» —y ninguna otra cosa— estará desde la tarde hasta la mañana.  Así, la Guemará concluyó que nada puede venir después del encendido de las luces y, en consecuencia, la matanza de la ofrenda de Pascua debe ocurrir antes. El Talmud comparó la quema de incienso con el encendido de la Menorá, sosteniendo que así como no podía seguir ningún servicio al encendido de la Menorá, tampoco podía seguir ningún servicio a la quema del incienso. Y como el Talmud comparó la quema de incienso con el encendido de la Menorá, también concluyó que, al igual que en el momento del encendido de la Menorá, había una quema de incienso; de manera similar, en el momento de la limpieza de la Menorá, también había una quema de incienso.

### Éxodo, capítulo 28
En Éxodo 28:1, Dios eligió a Aarón y a sus hijos para que le sirvieran como sacerdotes. Hillel el Viejo enseñó que Aarón amaba la paz, buscaba la paz, amaba a sus semejantes y los acercaba a la Torá. Mishná Avot 1:12. El rabino Simeón ben Yochai enseñó que, debido a que Aarón estaba, en palabras de Éxodo 4:14, «contento de corazón» por el éxito de Moisés, en palabras de Éxodo 28:30, «el pectoral del juicio, el Urim y el Tumim... estarán sobre el corazón de Aarón».  El rabino Simeón ben Yoḥai dijo que hay tres coronas: la corona de la realeza, la corona del sacerdocio y la corona de la Torá. La corona de la Torá es superior a todas ellas. Si las personas adquieren la Torá, es como si adquirieran las tres coronas. 

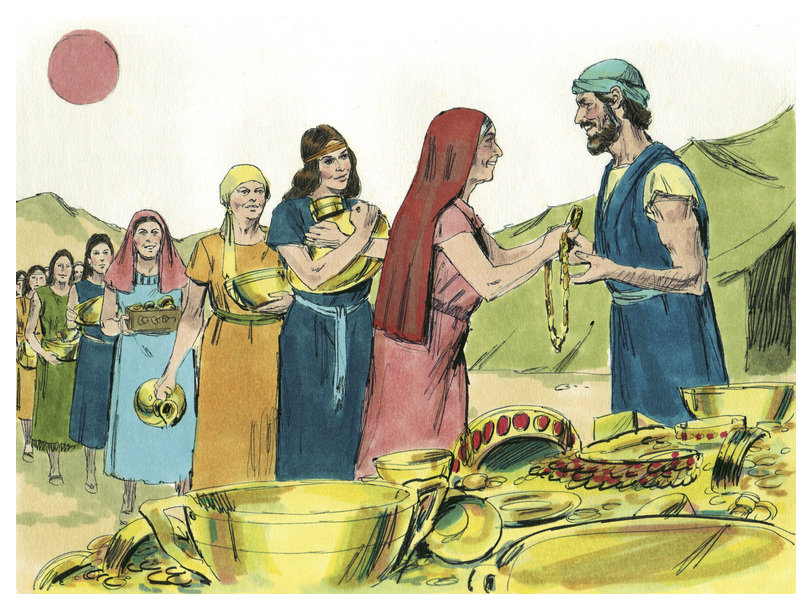
A Aarón le trajeron todo su oro. (Ilustración de 1984 de Jim Padgett, cortesía de Distant Shores Media/Sweet Publishing)

Al interpretar el mandato de Dios en Éxodo 28:1, los Sabios dijeron que cuando Moisés bajó del monte Sinaí, vio a Aarón dando forma al becerro de oro con un martillo. Aarón realmente tenía la intención de retrasar al pueblo hasta que Moisés bajara, pero Moisés pensó que Aarón estaba participando en el pecado y se enfureció con él. Entonces Dios le dijo a Moisés que Dios sabía que las intenciones de Aarón eran buenas. El midrash lo comparó con un príncipe que se volvió mentalmente inestable y comenzó a excavar para socavar la casa de su padre. Su tutor le dijo que no se cansara y que lo dejara cavar. Cuando el rey lo vio, dijo que sabía que las intenciones del tutor eran buenas y declaró que el tutor gobernaría el palacio. De manera similar, cuando los israelitas le dijeron a Aarón en Éxodo 32:1: «Haznos un dios», Aarón respondió en Éxodo 32:1: «Quítense los anillos de oro que están en las orejas de sus esposas, sus hijos y sus hijas, y tráiganmelos». Aarón les dijo que, como él era sacerdote, debían dejar que lo hiciera y sacrificarlo para retrasarlos hasta que Moisés pudiera bajar. Dios le dijo entonces a Aarón que Dios conocía la intención de Aarón y que solo Aarón tendría soberanía sobre los sacrificios que trajeran los israelitas. Por lo tanto, en Éxodo 28:1, Dios le dijo a Moisés: «Y trae a Aarón tu hermano, y a sus hijos con él, cerca de ti de entre los hijos de Israel, para que me sirva en el oficio de sacerdote». El midrash relata que Dios le dijo a Moisés varios meses después en el Tabernáculo, cuando Moisés estaba a punto de consagrar a Aarón para su oficio. El rabino Levi lo comparó con el amigo de un rey, un miembro del gabinete imperial y un juez. Cuando el rey estaba a punto de nombrar un gobernador del palacio, le dijo a su amigo que tenía la intención de nombrar al hermano de su amigo. Así que Dios hizo a Moisés superintendente del palacio, como se relata en Números 7:7: «Mi siervo Moisés es [...] digno de confianza en toda Mi casa», y Dios hizo de Moisés un juez, como se relata en Éxodo 18:13: «Moisés se sentó para juzgar al pueblo». Y cuando Dios estaba a punto de nombrar un sumo sacerdote, Dios notificó a Moisés que sería su hermano Aarón. https://www.sefaria.org/Shemot_Rabbah.37.2 Éxodo Rabá 37:2].

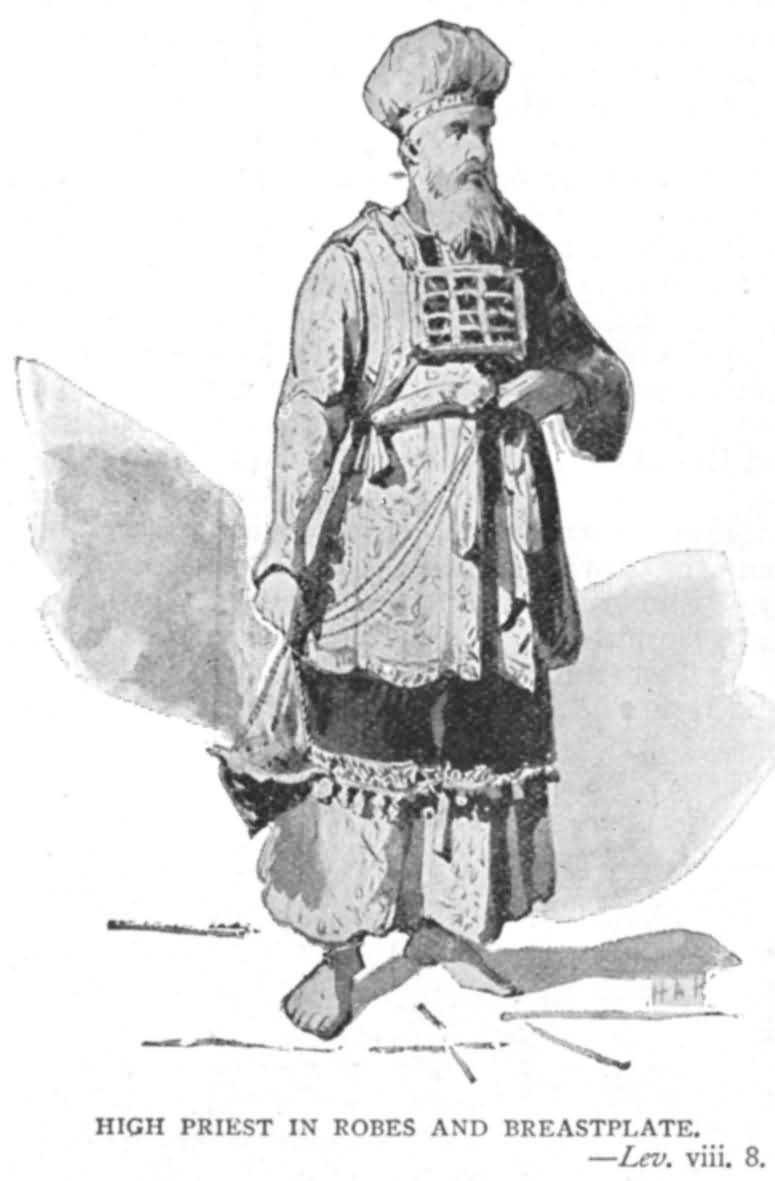
Sumo sacerdote con túnicas y pectoral (la cadena incensario es anacrónica)

La Mishná resumió las vestimentas sacerdotales descritas en Éxodo 28, diciendo que «el sumo sacerdote realiza el servicio con ocho vestimentas, y el sacerdote ordinario con cuatro: túnica, calzones, mitra y cinturón. El sumo sacerdote añade a estas el pectoral, el delantal, la túnica y el frontal. Y el Sumo Sacerdote vestía estas ocho prendas cuando consultaba el Urim y el Tumim».
Rabí Joḥanan llamó a sus prendas «mi honor». Rabí Aha bar Abba dijo en nombre de Rabí Joḥanan que Levítico 6:4, «Y se quitará sus vestiduras y se pondrá otras», enseña que un cambio de ropa es un acto de honor en la Torá. Y la Escuela de Rabí Ishmael enseñó que la Torá nos enseña modales: En la ropa con la que uno ha cocinado un plato para su amo, no se debe derramar una copa de vino. El rabino Hiyya bar Abba dijo en nombre del rabino Joḥanan que es una vergüenza para un erudito ir al mercado con los zapatos remendados. La Guemará objetó que el rabino Aha bar Ḥanina salió así; el rabino Aha, hijo del rabino Rav Naḥman, aclaró que la prohibición es de parches sobre parches. El rabino Hiyya bar Abba también dijo en nombre del rabino Joḥanan que cualquier erudito que tenga una mancha de grasa en una prenda es digno de muerte, porque Sabiduría dice en Proverbios 8:36: «Todos los que me odian (מְשַׂנְאַי, 'mesanne'ai') aman (mérito) la muerte», y no debemos leer מְשַׂנְאַי, “mesanne'ai”, sino משׂניאי, “masni'ai” (que me hacen odiar, es decir, despreciar). Así, un erudito que no está orgulloso de su apariencia personal desacredita el aprendizaje. Ravina enseñó que esto se decía de un parche grueso (o, según otros, de una mancha de sangre). La Guemará armonizó las dos opiniones al enseñar que una se refería a una prenda exterior y la otra a una prenda interior. El rabino Hiyya bar Abba también dijo en nombre del rabino Joḥanan que en Isaías 20:3, «Mientras mi siervo Isaías caminaba desnudo y descalzo», «desnudo» significa con ropa gastada, y «descalzo» significa con zapatos remendados.

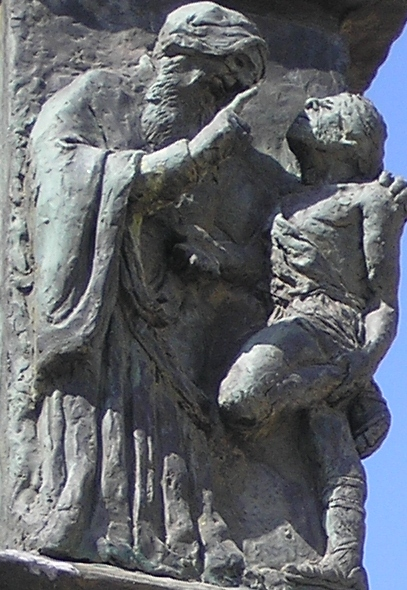
Hillel (escultura en la Menorah en la Knesset, Jerusalén)

El Talmud babilónico relata cómo la descripción de las vestiduras del sumo sacerdote en Éxodo 28:4 llevó a un no judío a convertirse al judaísmo. El no judío pidió a Shammai que lo convirtiera al judaísmo con la condición de que Shammai lo nombrara sumo sacerdote. Shammai lo despidió con una regla de albañil. El no judío acudió entonces a Hillel, quien lo convirtió. El converso leyó entonces la Torá, y cuando llegó al mandamiento de Números 1:51, 3:10 y 18:7 de que «el hombre común que se acerque será condenado a muerte», le preguntó a Hillel a quién se aplicaba el mandamiento. Hillel respondió que incluso se aplicaba a David, rey de Israel, que no había sido sacerdote. El converso razonó entonces a fortiori que si la orden se aplicaba a todos los israelitas (no a los sacerdotes), a quienes Dios había llamado «mi primogénito» en Éxodo 4:22, cuánto más se aplicaría a un simple converso, que llegó entre los israelitas con solo su bastón y su bolsa. Entonces el converso regresó a Shammai, citó el mandamiento y comentó lo absurdo que había sido pedirle a Shammai que lo nombrara Sumo Sacerdote. Y se presentó ante Hillel y lo bendijo por colocarlo bajo las alas de la Presencia Divina. 
Rav Naḥman, en nombre del rabino Mana, señaló que las palabras de Éxodo 28:5, «Recibirán oro, azul, púrpura, escarlata y fino lino retorcido», se refieren a los destinatarios en plural (lo que implica que no son menos de dos), y razonó que el versículo apoyaba así la orden de la Mishná de no nombrar a menos de dos personas para un cargo público de supervisión en asuntos de propiedad.
El rabino Hama bar Ḥanina interpretó las palabras «las vestiduras tejidas (en hebreo, שְּׂרָד, serad) para ministrar en el lugar santo» en Éxodo 35:19 para enseñar que, si no fuera por las vestiduras sacerdotales descritas en Éxodo 28 (y la expiación lograda por las vestiduras o los sacerdotes que las usaban), ningún superviviente (en hebreo, שָׂרִיד, 'sarid') de los judíos habría sobrevivido.
De manera similar, la Guemará informó que las vestiduras sacerdotales afectaban la expiación. El rabino Hanina enseñó que el tocado expiaba la arrogancia, ya que era lógico que un objeto colocado en la cabeza de un sacerdote expiara la cuestión de un corazón elevado. La Guemará enseñó que el cinturón expiaba los pensamientos del corazón, ya que expiaba los pecados que ocurrían donde se usaba, sobre el corazón, como se relata en Éxodo 28:30: «Y pondrás el Urim y el Tumim sobre el pectoral del juicio; y estará sobre el corazón de Aarón cuando entre ante el Señor; y Aarón llevará el juicio de los hijos de Israel sobre su corazón ante el Señor continuamente». El pectoral expiaba los juicios indebidos, como dice Éxodo 28:15: «Y harás un pectoral del juicio». El efod del sumo sacerdote expiaba la adoración de ídolos, como implican las palabras de Oseas 3:4: «Y sin efod ni terafín», que indican que cuando no había efod, existía el pecado de terafín, es decir, la adoración de ídolos. El manto del sumo sacerdote expiaba el habla maliciosa, al igual que el sonido de las campanas del manto expiaba el sonido del habla maliciosa. Por último, la placa frontal del sumo sacerdote expiaba la insolencia.
De manera similar, citando la Mishná Yoma, ref. name=MishnahYoma7:5/, el rabino Simón explicó que la túnica de los sacerdotes expiaba por aquellos que llevaban una mezcla de lana y lino (שַׁעַטְנֵז, «shaatnez»), prohibida por Deuteronomio 22: 11), como dice Génesis 37:3: «Y le hizo una túnica de muchos colores» (y el Talmud de Jerusalén explicaba que la túnica de José era similar a una hecha de la mezcla prohibida). Los calzones expiaban la impureza, como dice Éxodo 28:42: «Y les harás calzones de lino para cubrir la carne de su desnudez». El tocado expiaba la arrogancia, como dice en Éxodo 29:6: «Y pondrás la mitra sobre su cabeza». Algunos decían que el cinturón expiaba a los de corazón retorcido, y otros decían que era para los ladrones. El rabino Levi dijo que el cinturón tenía 32 codos de largo (unos 14,6 metros) y que el sacerdote lo enrollaba hacia adelante y hacia atrás, y esta fue la base para decir que era para expiar a los de corazón torcido (ya que el valor numérico de la palabra en hebreo para corazón es 32). El que dijo que el cinturón expiaba por los ladrones argumentó que, como era hueco, se parecía a los ladrones que hacen su trabajo en secreto, escondiendo sus bienes robados en agujeros y cuevas. El pectoral expiaba por aquellos que pervierten la justicia, como dice Éxodo 28:30: «Y pondrás en el pectoral del juicio». El efod expiaba por los idólatras, como dice Oseas 3:4, «y sin efod ni terafines». El rabino Simón enseñó en nombre del rabino Natán que la túnica expiaba por dos pecados: el homicidio involuntario (para el que la Torá preveía ciudades de refugio) y la blasfemia.

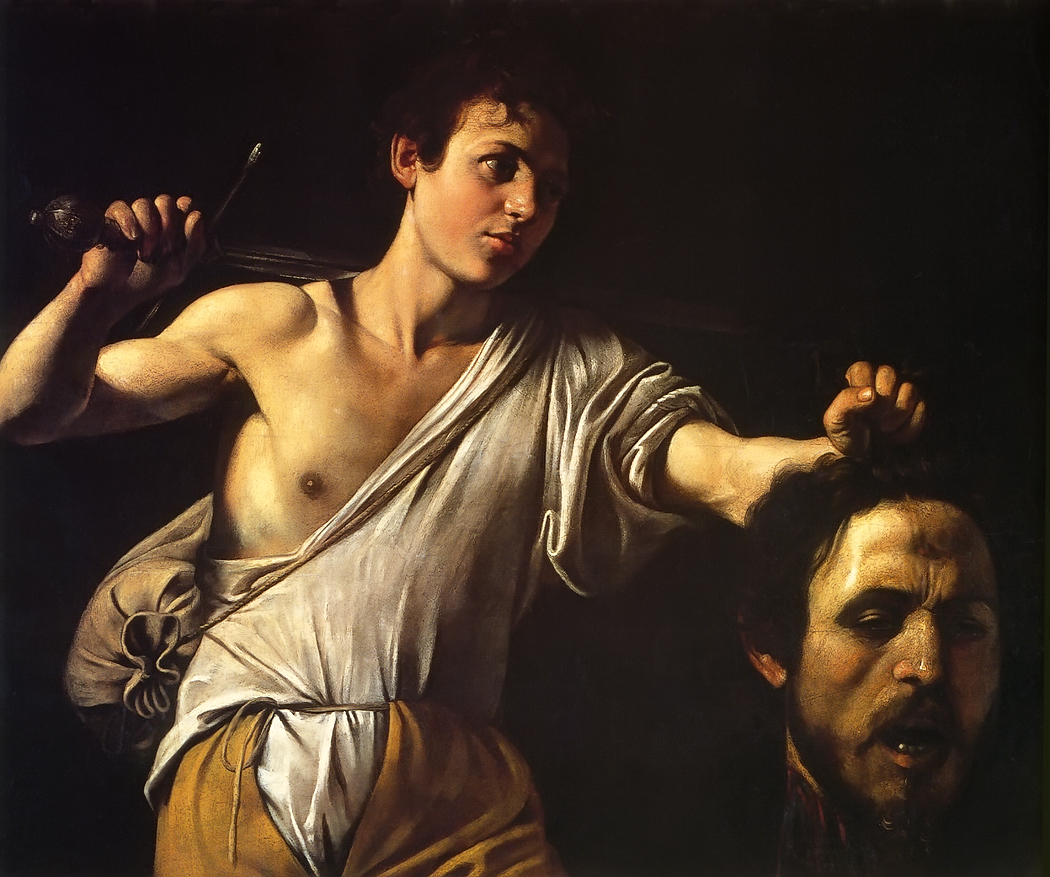
David con la cabeza de Goliat (pintura de Caravaggio, circa 1606-1607)

El manto expió el maldito sonido de las campanas en su borde, como dice en Éxodo 28:34-35: «Una campana de oro y una granada, una campana de oro y una granada, en los bordes del manto a su alrededor. Y estará sobre Aarón para ministrar, y su sonido será oído». Éxodo 28:34-35 implica, por lo tanto, que este sonido expiaba el sonido de la mala palabra. No existe una expiación estricta para aquellos que matan involuntariamente a un ser humano, pero la Torá proporciona un medio de expiación a través de la muerte del Sumo Sacerdote, como dice Números 35:28: «Después de la muerte del Sumo Sacerdote, el asesino puede regresar a la tierra de su posesión». Algunos decían que la placa de la frente expiaba por los desvergonzados, mientras que otros decían que era para los blasfemos. Los que decían que expiaba por los desvergonzados lo deducían del uso similar de la palabra «frente» en Éxodo 28:38, que dice de la placa en la frente: «Y estará sobre la frente de Aarón», y en Jeremías 3:3, que dice: «Tenías la frente de una ramera, te negaste a avergonzarte». Quienes afirmaban que la placa en la frente expiaba a los blasfemos lo deducían del uso similar de la palabra «frente» en Éxodo 28:38 y 1 Samuel 17:48, que dice de Goliat, «Y la piedra se le clavó en la frente».
Una baraita interpretó el término «su prenda de lino ajustada» (מִדּוֹ, «mido») en Levítico 6:3 para enseñar que cada prenda sacerdotal en Éxodo 28 tenía que ajustarse al sacerdote en particular, y no debía ser ni demasiado corta ni demasiado larga.
Los rabinos enseñaron en una baraita que la túnica (מְעִיל, me'il) mencionada en Éxodo 28:4 era completamente turquesa (en hebreo: תְּכֵלֶת, «techelet»), como dice en Éxodo 39:22: «E hizo la túnica del efod de obra tejida, toda de turquesa». Hicieron sus dobladillos de lana turquesa, púrpura y carmesí, retorcidos y con forma de granadas cuyas bocas aún no estaban abiertas (ya que las granadas demasiado maduras se abren ligeramente) y con forma de conos de cascos de niños. Setenta y dos campanas con 72 badajos se colgaron en la túnica, 36 a cada lado (delantero y trasero). El rabino Dosa (o, según otros, Judá ha-Nasi) dijo en nombre del rabino Judá que había 36 campanas en total, 18 a cada lado.

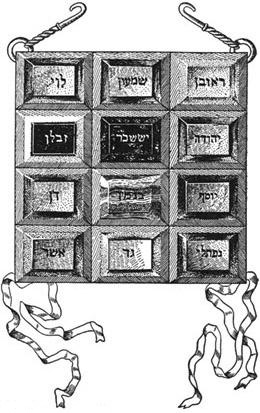
El pectoral del sumo sacerdote (ilustración de la Enciclopedia Judía de 1905-1906)

El rabino Eleazar dedujo de las palabras «que el pectoral no se suelte del efod» en Éxodo 28:28 que quien quitara el pectoral del delantal sería castigado con latigazos. El rabino Aha bar Jacob objetó que tal vez Éxodo 28:28 simplemente significaba instruir a los israelitas para que abrocharan bien el pectoral para que «no se soltara». Pero la Guemará señaló que Éxodo 28:28 no dice simplemente «para que no se suelte». 
La Mishná enseñaba que el sumo sacerdote consultaba el Urim y el Tumim, como se señala en Éxodo 28:30, solo para el rey, para la corte o para alguien que la comunidad necesitara.
Una baraita explicaba por qué el Urim y el Tumim mencionados en Éxodo 28:30 recibían esos nombres: El término «Urim» es como la palabra hebrea para «luces», y por eso se llamaba «Urim» porque iluminaba. El término «Thummim» es como la palabra hebrea «tam», que significa «estar completo», y por eso se llamaba «Thummim» porque sus predicciones se cumplían. La Guemará hablaba de cómo usaban el Urim y el Thummim: Rabí Joḥanan dijo que las letras de las piedras del pectoral se destacaban para deletrear la respuesta. Resh Lakish dijo que las letras se unían para formar palabras. Pero la Guemará señaló que la letra hebrea צ, tsade, faltaba en la lista de las 12 tribus de Israel. El rabino Samuel bar Isaac dijo que las piedras del pectoral también contenían los nombres de Abraham, Isaac y Jacob. Pero la Guemará señaló que la letra hebrea ט, teth, también faltaba. Rav Aha bar Jacob dijo que también decían: «Las tribus de Jesurún». La Guemará enseñaba que, aunque el decreto de un profeta podía revocarse, el decreto del Urim y Tumim no podía revocarse, como dice Números 27:21: «Por el juicio del Urim».

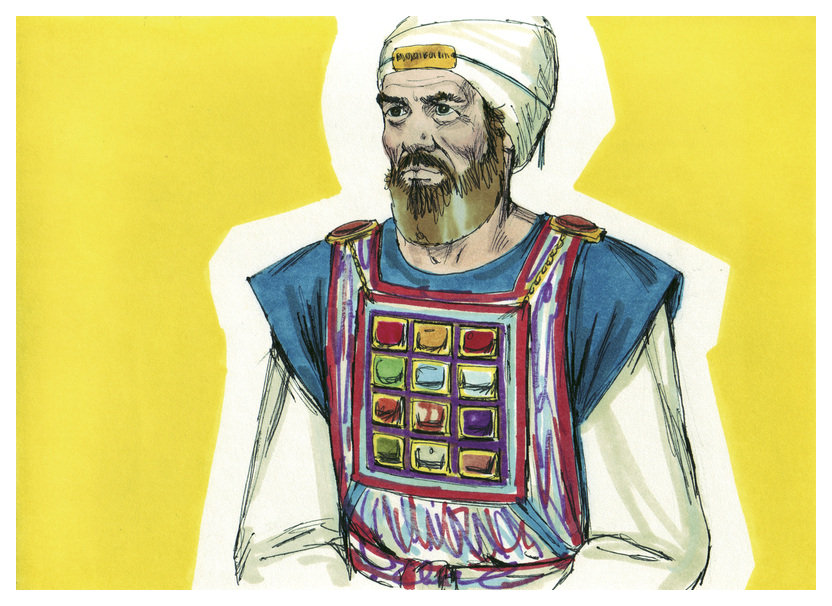
El sumo sacerdote con su pectoral (ilustración de 1984 de Jim Padgett, cortesía de Distant Shores Media/Sweet Publishing)

El Pirke De-Rabbi Eliezer enseñaba que cuando Israel pecó en el asunto de las cosas consagradas, como se relata en el Josué 7:11, Josué miró las 12 piedras correspondientes a las 12 tribus que estaban sobre el pectoral del Sumo Sacerdote. Por cada tribu que había pecado, la luz de su piedra se atenuaba, y Josué vio que la luz de la piedra de la tribu de Judá se había atenuado. Así que Josué supo que la tribu de Judá había transgredido en el asunto de las cosas dedicadas. De manera similar, el Pirke De-Rabbi Eliezer enseñó que Saúl vio a los filisteos volverse contra Israel, y supo que Israel había pecado en el asunto de la prohibición. Saúl miró las doce piedras y, para cada tribu que había seguido la ley, su piedra (en el pectoral del sumo sacerdote) brillaba con su luz, y para cada tribu que había transgredido, la luz de su piedra era tenue. Así que Saúl supo que la tribu de Benjamín había transgredido en el asunto de la prohibición.
Resh Lakish leyó las palabras de 2 Samuel 21:1, «Y David buscó la presencia del Señor», para informar de que David preguntó a través del Urim y el Tumim.
La Mishná informó que con la muerte de los antiguos profetas, el Urim y el Tumim cesaron. A este respecto, la Guemará informó de diferentes opiniones sobre quiénes fueron los antiguos profetas. Rav Huna dijo que fueron David, Samuel y Salomón. Rav Naḥman dijo que durante los días de David, a veces tenían éxito y otras no (obtener una respuesta del Urim y el Tumim), ya que Zadok lo consultó y tuvo éxito, mientras que Abiathar lo consultó y no tuvo éxito, como informa 2 Samuel 15:24: «Y subió Abiatar». (Se retiró del sacerdocio porque el Urim y el Tumim no le dieron respuesta). Rabbah bar Samuel preguntó si el informe de 2 Crónicas 26:5, «Y él (el rey Uzías de Judá) se dedicó a buscar a Dios todos los días de Zacarías, que tenía entendimiento en la visión de Dios», no se refería al Urim y Tumim. Pero la Guemará respondió que Uzías lo hizo a través de la profecía de Zacarías. Una baraita decía que cuando se destruyó el primer Templo, el Urim y el Tumim cesaron, y explicaba Esdras 2:63 (informando de los acontecimientos después de que los judíos regresaran del [[cautiverio babilónico|cautiverio babilónico])): «Y el gobernador les dijo que no comieran de las cosas más sagradas hasta que se levantara un sacerdote con el Urim y el Tumim», como referencia a un futuro lejano, como cuando se habla del tiempo del Mesías. Rav Naḥman concluyó que el término «profetas anteriores» se refería a un período anterior a Hageo, Zacarías y Malaquías, que fueron profetas posteriores.  Y el Talmud de Jerusalén enseñaba que los «profetas anteriores» se referían a Samuel y David; por lo tanto, el Urim y el Tumim tampoco funcionaron en el período del Primer Templo.

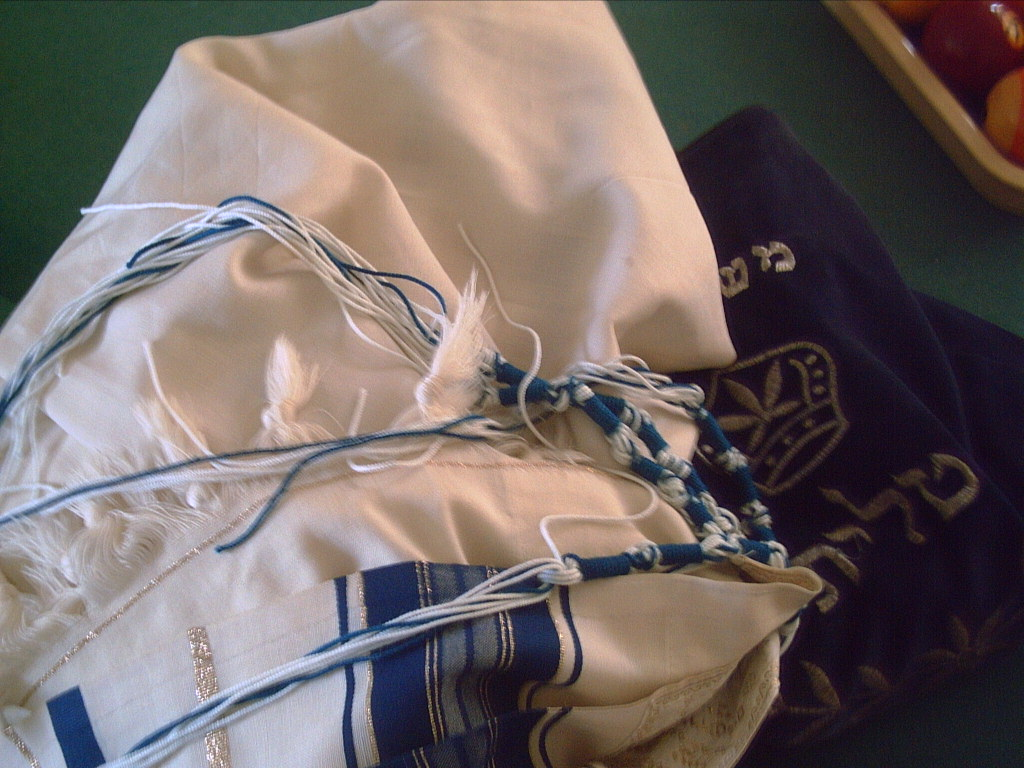
hilo tekhelet azul en un conjunto de Flecos

El rabino Ḥanina ben Gamaliel interpretó las palabras «completamente azul (תְּכֵלֶת, tekhelet)» en Éxodo 28:31 para enseñar que el tinte azul utilizado para probar el tinte no es apto para seguir utilizándose para teñir el hilo tekhelet azul de un Flecos, interpretando la palabra «completamente» en el sentido de «plenamente resistente». Pero el rabino Joḥanan ben Dahabai enseñó que incluso el segundo teñido con el mismo tinte es válido, interpretando las palabras «y escarlata» (וּשְׁנִי תוֹלַעַת, «ushni tolalat») en Levítico 14:4 como «un segundo [teñido] de lana roja».
La Guemará informó de que algunos interpretaron el «tejido» en Éxodo 28:32 para enseñar que todas las vestiduras sacerdotales se hacían enteramente mediante tejido, sin costura. Pero Abaye interpretó un dicho de Resh Lakish y una baraita para enseñar que las mangas de las prendas sacerdotales se tejían por separado y luego se unían a la prenda con costura, y las mangas llegaban hasta la muñeca del sacerdote.

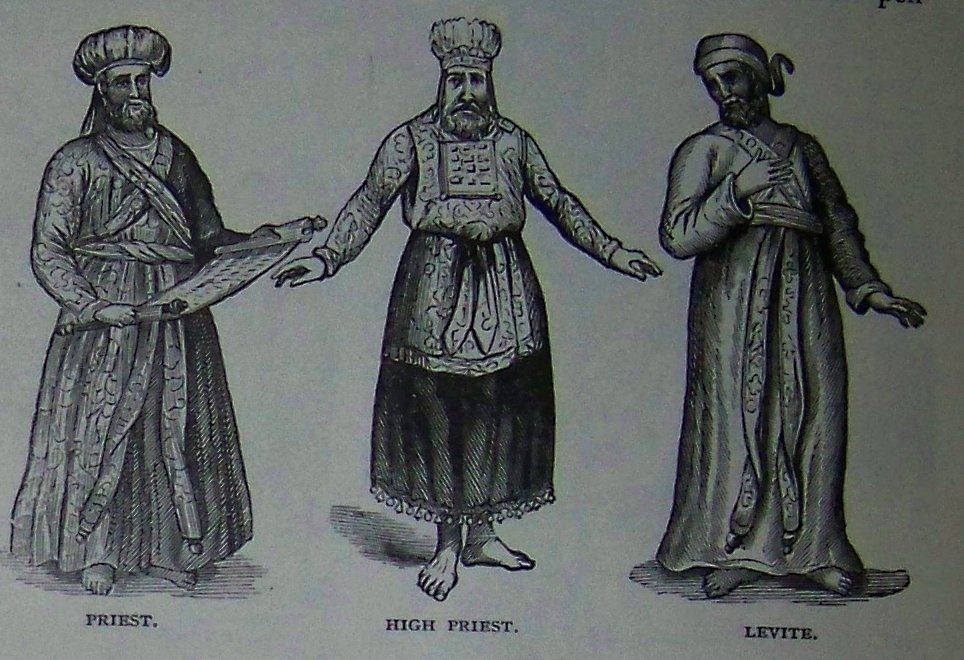
Sacerdote, sumo sacerdote y levita (ilustración de la Biblia Holman de 1890)

Rehava dijo en nombre de Rav Judah que quien rasgara una prenda sacerdotal era susceptible de ser castigado con latigazos, pues Éxodo 28:32 dice: «para que no se rasgue». Rav Aha bar Jacob objetó que tal vez Éxodo 28:32 pretendía instruir a los israelitas para que hicieran un dobladillo para que la prenda no se rasgara. Pero el Talmud señaló que Éxodo 28:32 no dice simplemente «para que no se rasgue».
Basándose en Éxodo 28:35, «Su sonido se oirá cuando entre en el Santuario ante el Señor», el rabino Joḥanan siempre anunciaba su presencia al entrar en la casa de otra persona.
Una baraita enseñaba que la placa de oro para la cabeza de Éxodo 28:36-38 tenía dos dedos de ancho y se extendía alrededor de la frente del Sumo Sacerdote de oreja a oreja. La baraita enseñaba que en ella estaban escritas dos líneas, con el nombre de cuatro letras de Dios יהוה en la línea superior y «santo para» (קֹדֶשׁ לַ, kodesh la) en la línea inferior. Pero el rabino Eliezer, hijo del rabino Jose, dijo que lo vio en Roma (donde fue llevada después de la destrucción del Templo) y «santo para el Señor» (en hebreo, קֹדֶשׁ לַיהוה) estaba escrito en una línea.
El rabino (Judá el Príncipe) enseñó que no había diferencia entre la túnica, el cinturón, el turbante y los calzones del sumo sacerdote y los del sacerdote común en Éxodo 28:40-43, excepto en el cinturón. El rabino Eleazar, hijo del rabino Simeón, enseñó que ni siquiera había distinción en el cinturón. Rabin informó que todos coinciden en que en Yom Kipur, el cinturón del Sumo Sacerdote estaba hecho de lino fino (como se indica en Levítico 16:4), y durante el resto del año un cinturón hecho de lana y lino (shatnez) (como se indica en Éxodo 39:29). La diferencia solo afectaba al cinturón común de los sacerdotes, tanto en el Día de la Expiación como durante el resto del año. Rabí dijo que estaba hecho de lana y lino, y Rabí Eleazar, hijo de Rabí Simeón, dijo que estaba hecho de lino fino. 
Una baraita enseñaba que los calzones de los sacerdotes de Éxodo 28:42 eran como los calzones de rodilla de los jinetes, que llegaban hasta las caderas y bajaban hasta los muslos. Tenían cordones, pero no tenían relleno en la parte trasera ni delantera (y, por lo tanto, quedaban holgados).

### Éxodo, capítulo 29
Un midrash enseñaba que, cuando Dios quiso, pidió expiación por el Becerro de Oro a través de un agente masculino, como en Éxodo 29:1, con respecto a la investidura de los sacerdotes: «Toma un novillo (פַּר, «par»)». Cuando Dios quiso, pidió esa expiación a través de una agente femenina, como en Números 19:2: «Que te traigan una vaca alazana (en hebreo, pará), sin defecto, en la que no haya mancha...». . ."
Una baraita enseñaba que un sacerdote que realizara sacrificios sin las vestiduras sacerdotales adecuadas era susceptible de ser condenado a muerte por el Cielo. El rabino Abbahu dijo en nombre del rabino Joḥanan (o, según algunos, del rabino Eleazar, hijo del rabino Simeón) que la enseñanza de la baraita se derivaba de Éxodo 29:9, que dice: «Y los ceñirás con cinturones, a Aarón y a sus hijos, y les atarás turbantes; y tendrán el sacerdocio por estatuto perpetuo». Así, la Guemará razonó que los sacerdotes eran investidos con su sacerdocio cuando vestían sus ropas sacerdotales. Aun así, cuando no vestían sus ropas sacerdotales adecuadas, carecían de su sacerdocio y eran considerados como no sacerdotes, que eran susceptibles de muerte si realizaban el servicio sacerdotal. 
Un midrash preguntó: Como Éxodo 29:9 informaba que ya había 70 ancianos de Israel, ¿por qué, en Números 11:16, Dios ordenó a Moisés que reuniera a 70 ancianos de Israel? El midrash dedujo que cuando en Números 11:1, el pueblo murmuró, hablando mal, y Dios envió fuego para devorar parte del campamento, todos esos 70 ancianos anteriores habían sido quemados. El midrash continuó diciendo que los primeros 70 ancianos fueron consumidos como Nadab y Abiú porque ellos también actuaron frívolamente cuando (como se relata en Éxodo 24:11) contemplaron a Dios y comieron y bebieron inapropiadamente. El midrash enseñó que Nadab, Abihu y los 70 ancianos merecían morir entonces, pero como Dios amaba tanto dar la Torá, no quiso perturbar aquel momento.

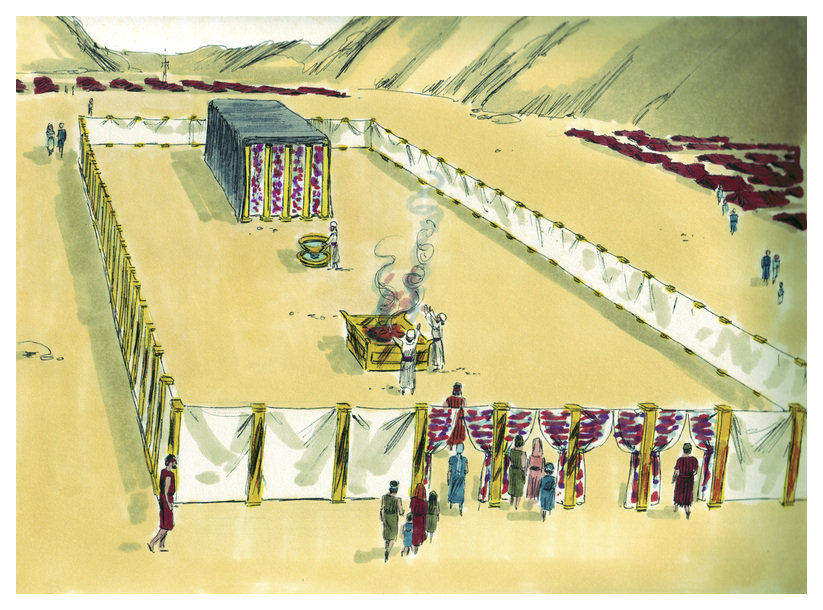
Sacerdotes ofreciendo en el altar (ilustración de 1984 de Jim Padgett, cortesía de Distant Shores Media/Sweet Publishing)

La Mishná explicaba cómo los sacerdotes llevaban a cabo los ritos de la ofrenda mecida descritos en Éxodo 29:27: En el lado este del altar, el sacerdote colocaba los dos panes sobre los dos corderos y ponía sus dos manos debajo de ellos y los movía hacia adelante y hacia atrás y hacia arriba y hacia abajo.
Los Sabios interpretaron las palabras de Éxodo 29:27, «que se agita y que se levanta», para enseñar que el sacerdote movía una ofrenda hacia adelante y hacia atrás, hacia arriba y hacia abajo. Como Éxodo 29:27 compara así «levantar» con «ondear», el midrash dedujo que también se alzaba en todos los casos en que el sacerdote ondeaba.
El rabino Joḥanan dedujo de la referencia de Éxodo 29:29 a «las vestiduras sagradas de Aarón» que Números 31:6 se refiere a las vestiduras sacerdotales que contienen el Urim y el Tumim cuando informa que «Moisés envió a . . . Fineas hijo del sacerdote Eleazar, a la guerra, con los vasos sagrados». Pero el midrash concluyó que Números 31:6 se refiere al Arca de la Alianza, a la que se refiere Números 7:9 cuando dice: «el servicio de las cosas santas».
Una baraita señaló una diferencia en la redacción entre Éxodo 29:30, en relación con la investidura del Sumo Sacerdote, y Levítico 16:32, en relación con los requisitos para realizar el servicio de Yom Kippur. Éxodo 29:29-30 dice: «Las vestiduras sagradas de Aarón serán para sus hijos después de él, para ser ungidos en ellas y consagrados en ellas. El hijo que sea sacerdote en su lugar las llevará durante siete días». Este texto demostraba que un sacerdote que se había puesto el número requerido de prendas más grandes y que había sido ungido cada uno de los siete días podía servir como Sumo Sacerdote. Levítico 16:32, sin embargo, dice: «Y el sacerdote que sea ungido y consagrado para ser sacerdote en lugar de su padre hará la expiación». La baraita interpretó las palabras «Quien será ungido y quien será consagrado» en el sentido de que se refería a alguien que había sido ungido y consagrado de cualquier manera (siempre que hubiera sido consagrado, incluso si se hubiera omitido algún detalle de la ceremonia). La baraita concluyó así que si el sacerdote se había puesto la mayor cantidad de prendas solo por un día y había sido ungido cada uno de los siete días, o si había sido ungido solo por un día y se había puesto la mayor cantidad de prendas durante siete días, también se le permitiría realizar el servicio de Yom Kippur. Al observar que Éxodo 29:30 indicaba que el mayor número de prendas era necesario en primera instancia para los siete días, la Guemará preguntó qué texto bíblico apoyaba la proposición de que la unción en cada uno de los siete días era necesaria en primera instancia. La Guemará respondió que se podía inferir eso del hecho de que era necesaria una declaración especial de la Torá para excluirlo. O, como alternativa, se podía inferir eso de Éxodo 29:29, que dice: «Y las vestiduras sagradas de Aarón serán para sus hijos después de él, para ser ungidos en ellas y para ser consagrados en ellas». Como Éxodo 29:29 pone la unción y el uso de la mayor cantidad de prendas en el mismo nivel, así como el uso de la mayor cantidad de prendas era necesario durante siete días, la unción también era obligatoria durante siete días.
El rabino Eliezer interpretó las palabras «Y allí me reuniré con los hijos de Israel; y [el Tabernáculo] será santificado por mi gloria», en Éxodo 29:43, en el sentido de que Dios se reuniría en el futuro con los israelitas y sería santificado entre ellos. El midrash relata que esto ocurrió el octavo día de la consagración del Tabernáculo, como se relata en Levítico 9:1. Y como relata Levítico 9:24, «cuando todo el pueblo lo vio, gritó y cayó sobre sus rostros».

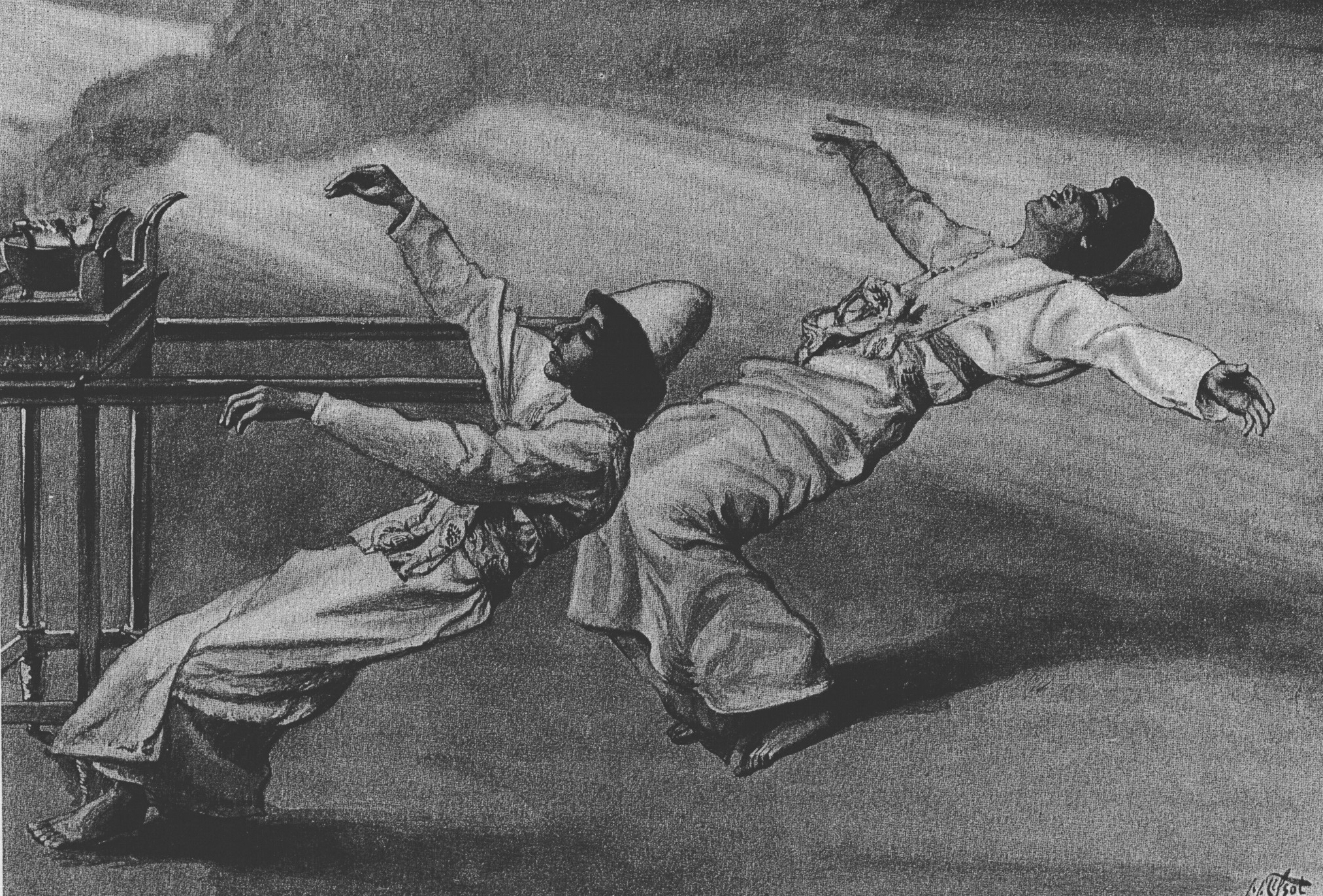
Los dos sacerdotes son destruidos (acuarela de James Tissot, circa 1896-1902)

La Mekhilta interpretó las palabras «Y allí me reuniré con los hijos de Israel; y será santificado por mi gloria», en Éxodo 29:43, como las palabras a las que Moisés se refería en Levítico 10:3, cuando dijo: «Esto es lo que el Señor dijo, diciendo: «A través de aquellos que están cerca de mí seré santificado».
El Guemará interpretó el informe en Éxodo 29:43 de que el Tabernáculo «será santificado por mi gloria» para referirse a la muerte de Nadab y Abiú. La Guemará enseñó que no se debe leer «Mi gloria» (bi-khevodi), sino «Mis honrados» (bi-khevuday). La Guemará enseñó así que Dios le dijo a Moisés en Éxodo 29:43 que Dios santificaría el Tabernáculo a través de la muerte de Nadab y Abiú. Aun así, Moisés no comprendió el significado de Dios hasta que Nadab y Abiú murieron en Levítico 10:2. Cuando los hijos de Aarón murieron, Moisés le dijo a Aarón en Levítico 10:3 que los hijos de Aarón murieron solo para que la gloria de Dios pudiera ser santificada a través de ellos. Cuando Aarón percibió así que sus hijos eran los honrados de Dios, Aarón guardó silencio, como relata Levítico 10:3: «Y Aarón guardó silencio», y Aarón fue recompensado por su silencio.
Josué ben Levi interpretó las palabras de Éxodo 29:46, «Y sabrán que yo soy el Señor su Dios, que los saqué de la tierra de Egipto para habitar en medio de ellos», para enseñar que los israelitas salieron de Egipto solo porque Dios previó que más tarde le construirían un Tabernáculo. 

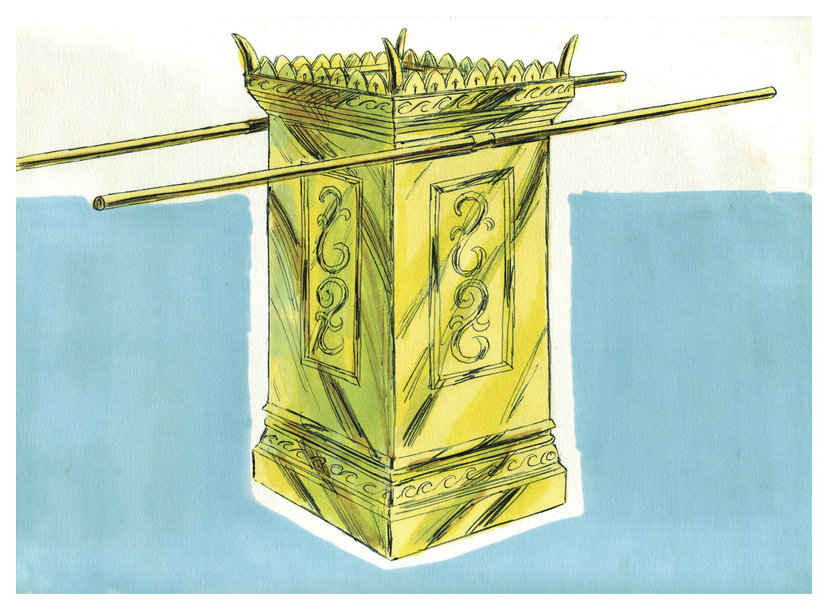
El Altar Interior (ilustración de 1984 de Jim Padgett, cortesía de Distant Shores Media/Sweet Publishing)

### Éxodo, capítulo 30

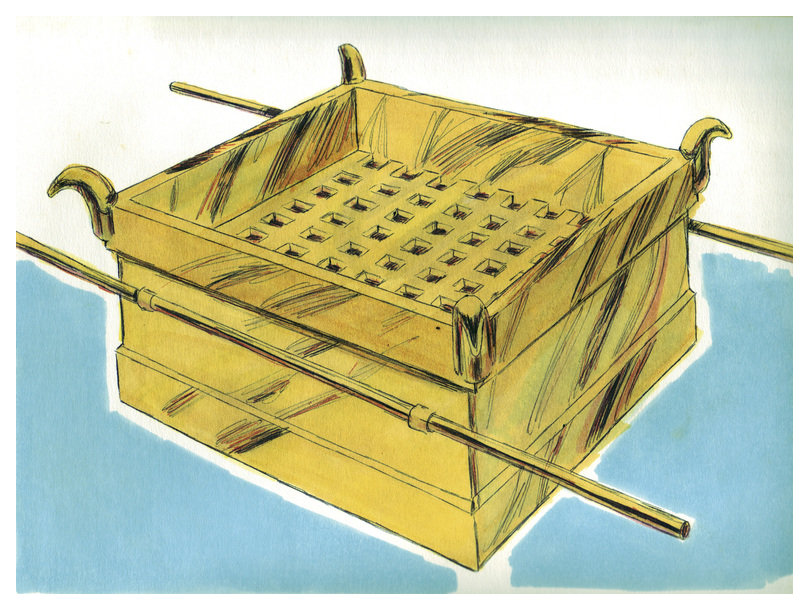
El altar exterior (ilustración de 1984 de Jim Padgett, cortesía de Distant Shores Media/Sweet Publishing)

El rabino José argumentó que las dimensiones del altar interior en Éxodo 30:2 ayudaban a interpretar el tamaño del altar exterior. El rabino Judá sostuvo que el altar exterior era más ancho de lo que pensaba el rabino José, mientras que el rabino José sostuvo que el altar exterior era más alto de lo que pensaba el rabino Judá. El rabino José dijo que se deberían leer literalmente las palabras de Éxodo 27:1, «cinco codos de largo y cinco codos de ancho». Pero el rabino Judá señaló que Éxodo 27:1 utiliza la palabra «cuadrado» (רָבוּעַ, «ravua»), al igual que Ezequiel 43:16 utiliza la palabra «cuadrado» (רָבוּעַ, «ravua»). El rabino Judá argumentó que, al igual que en Ezequiel 43:16, la dimensión se medía desde el centro (de modo que la dimensión describía solo un cuadrante del total), por lo que las dimensiones de Éxodo 27:1 debían medirse desde el centro (y, por lo tanto, según el rabino Judá, el altar tenía 10 codos de cada lado). La Guemará explicó que sabemos que así es como hay que entender Ezequiel 43:16 porque Ezequiel 43:16 dice: «Y el hogar tendrá doce codos de largo por doce codos de ancho, cuadrado», y Ezequiel 43:16 continúa: «a sus cuatro lados», enseñando que la medida se tomó desde el centro (interpretando «a» como que indica que desde un punto en particular, había 12 codos en todas las direcciones, por lo tanto, desde el centro). El rabino José, sin embargo, razonó que la palabra «cuadrado» se usaba en el habla cotidiana para describir la altura del altar. El rabino Judá dijo que uno debe leer literalmente las palabras de Éxodo 27:1, «Y su altura será de tres codos». Pero el rabino José señaló que Éxodo 27:1 utiliza la palabra «cuadrado» (רָבוּעַ, «ravua»), al igual que Éxodo 30:2 utiliza la palabra «cuadrado» (רָבוֹעַ, «ravua», en referencia al altar interior). El rabino José argumentó que, al igual que en Éxodo 30:2, la altura del altar era el doble de su longitud, por lo que en Éxodo 27:1, la altura debía leerse como el doble de su longitud (por lo tanto, el altar tenía 10 codos de altura). El rabino Judá cuestionó la conclusión del rabino José: si los sacerdotes se paraban en el altar para realizar el servicio a 10 codos del suelo, la gente los vería desde fuera del patio. El rabino José respondió al rabino Judá que Números 4:26 dice: «Y las cortinas del atrio, y el biombo para la puerta de la entrada del atrio, que está junto al Tabernáculo y junto al altar alrededor», enseñando que así como el Tabernáculo tenía 10 codos de altura, también el altar tenía 10 codos de altura. Éxodo 38:14 dice: «Las cortinas de un lado tenían quince codos» (enseñando que las paredes del patio tenían 15 codos de altura). La Guemará explicó que, según la lectura del rabino José, las palabras de Éxodo 27:18, «Y la altura cinco codos», significaban desde el borde superior del altar hasta la parte superior de las cortinas. Según el rabino José, Éxodo 27:1, «y su altura será de tres codos», significaba que había tres codos desde el borde de la terraza (en el lado del altar) hasta la parte superior del altar. Sin embargo, el rabino Judá concedió que el sacerdote podía ser visto fuera del Tabernáculo, pero argumentó que el sacrificio en sus manos no podía ser visto. 
La Mishná enseñaba que la ofrenda de incienso de Éxodo 30:7 no estaba sujeta a la pena asociada con el consumo de ofrendas invalidadas.

## En la interpretación judía medieval
La parashá se discute en estas fuentes judías medievales:

### Éxodo, capítulo 28

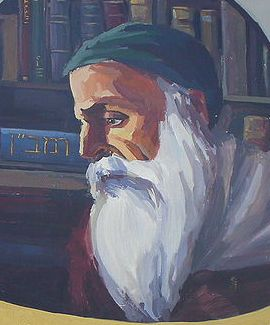
Naḥmanides

Al interpretar Éxodo 28:2, «Y harás vestiduras sagradas para Aarón tu hermano, para esplendor y para belleza», Nahmanides enseñó que las vestiduras del Sumo Sacerdote correspondían a las vestiduras que llevaban los monarcas cuando se dio la Torá. Así, Naḥmanides enseñó que la «túnica de cuadros» en Éxodo 28:4 era una prenda real, como la que llevaba la hija de David, Tamar, en 2 Samuel 13:18: «Ahora bien, ella tenía una prenda de muchos colores sobre ella; porque con tales túnicas se vestían las hijas del rey que eran vírgenes». La mitra en Éxodo 28:4 era conocida entre los monarcas, como señala Ezequiel 21:31 en referencia a la caída del reino de Judá, «Se quitará la mitra y se quitará la corona». Naḥmanides enseñó que el efod y el pectoral también eran prendas reales, y la placa que el Sumo Sacerdote llevaba alrededor de la frente era como la corona de un monarca. Por último, Nahmánides señaló que las vestiduras del sumo sacerdote estaban hechas de (en palabras de Éxodo 28:5) «oro», «azul púrpura» y «rojo púrpura», que eran todos símbolos de realeza.

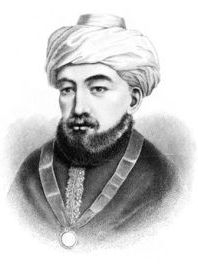
Maimónides

Maimónides enseñó que Dios seleccionó a los sacerdotes para el servicio en el Tabernáculo en Éxodo 28:41 e instituyó la práctica de los sacrificios en general como pasos de transición para apartar a los israelitas de la adoración de la época y llevarlos hacia la oración como medio principal de adoración. Maimónides señaló que en la naturaleza, Dios creó animales que se desarrollan gradualmente. Por ejemplo, cuando nace un mamífero, es extremadamente tierno y no puede comer alimentos secos, por lo que Dios proporcionó pechos que producen leche para alimentar al animal joven, hasta que pueda comer alimentos secos. Del mismo modo, enseñó Maimónides, Dios instituyó muchas leyes como medidas temporales, ya que habría sido imposible que los israelitas de repente descontinuaran todo a lo que se habían acostumbrado. Así que Dios envió a Moisés para hacer de los israelitas (en palabras de Éxodo 19:6) «un reino de sacerdotes y una nación santa». Pero la costumbre general de adoración en aquellos días era sacrificar animales en templos que contenían ídolos. Así que Dios no ordenó a los israelitas que abandonaran esas formas de servicio, sino que les permitió continuar. Dios transfirió al servicio de Dios lo que antes había servido como adoración a ídolos, y ordenó a los israelitas que sirvieran a Dios de la misma manera, es decir, que construyeran un santuario (Éxodo 25:8), que erigieran el altar al nombre de Dios (Éxodo 20:21), que ofrecieran sacrificios a Dios (Levítico 1:2), que se inclinaran ante Dios y que quemaran incienso ante Dios. Dios prohibió hacer cualquiera de estas cosas a cualquier otro ser y seleccionó sacerdotes para el servicio en el templo en Éxodo 28:41: «Y me servirán en el oficio de sacerdote». Mediante este plan divino, Dios borró los rastros de idolatría y estableció el gran principio de la Existencia y Unidad de Dios. Pero el servicio de sacrificio, enseñaba Maimónides, no era el objetivo principal de los mandamientos de Dios sobre el sacrificio; más bien, las súplicas, las oraciones y otros tipos similares de culto están más cerca del objetivo principal. Así, Dios limitó el sacrificio a un solo templo (véase Deuteronomio 12:26) y el sacerdocio a los miembros de una familia en particular. Estas restricciones, enseñó Maimónides, sirvieron para limitar el culto sacrificial y lo mantuvieron dentro de unos límites tales que Dios no consideró necesario abolir por completo el servicio sacrificial. Pero en el plan divino, la oración y la súplica pueden ser ofrecidas en todas partes y por todas las personas, al igual que el uso de Flecos (Números 15:38) y Tefilín (Éxodo 13:9, 16) y tipos similares de servicio.

## En la interpretación moderna
La parashá se discute en estas fuentes modernas:

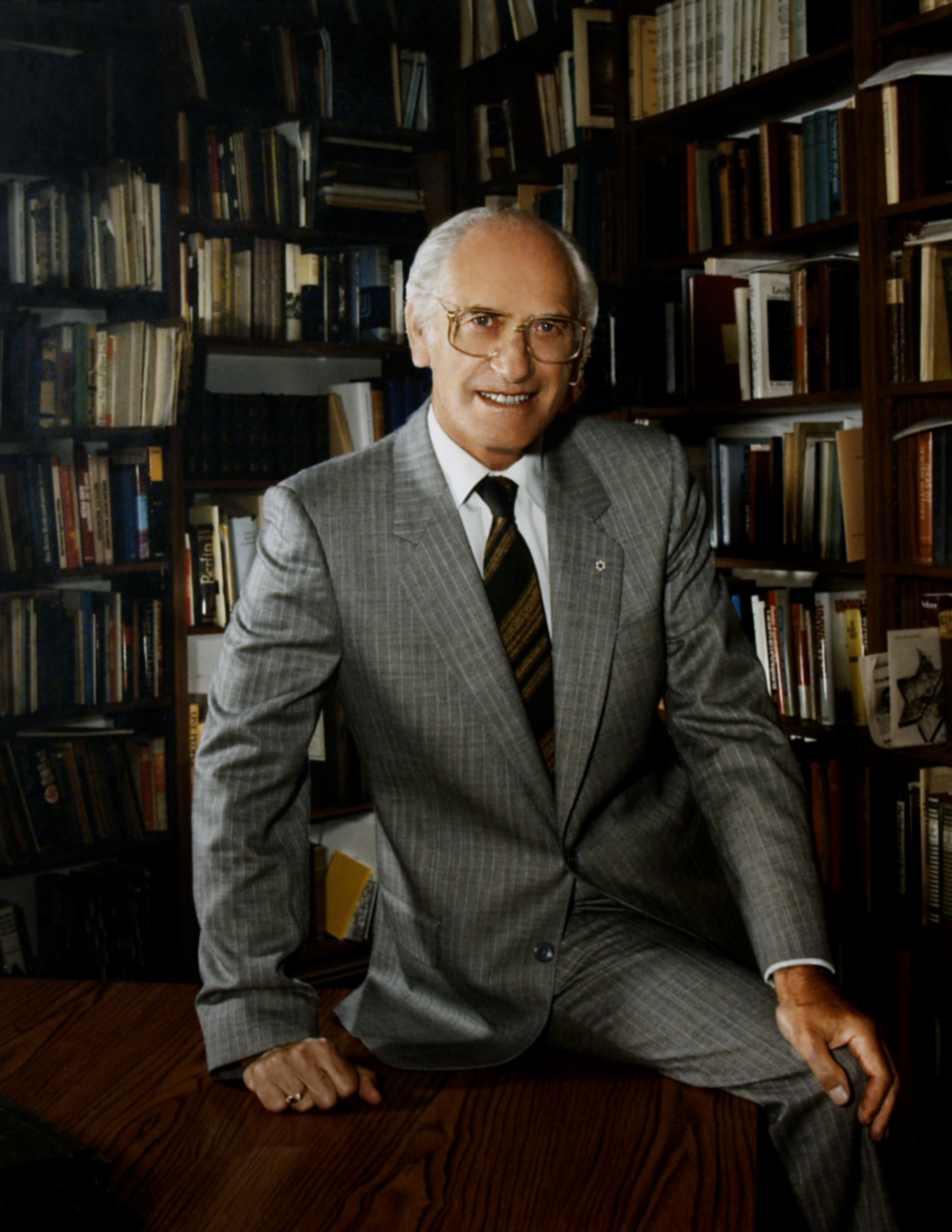
Plaut

### Éxodo, capítulo 27
Gunther Plaut informó de que, después de que los romanos destruyeran el Templo, los judíos trataron de cumplir el mandamiento de Éxodo 27:20-21 de encender la Menorá manteniendo una luz separada, un «ner tamid», en la sinagoga. Originalmente, los judíos colocaban el ner tamid frente al arca en la pared occidental de la sinagoga, pero luego lo trasladaron a un nicho junto al arca y más tarde a una lámpara suspendida sobre el arca. Plaut informó de que el ner tamid ha llegado a simbolizar la presencia de Dios, una luz espiritual que emana como si procediera del Templo.

### Éxodo, capítulo 28
Al observar que Éxodo 28:1 presenta por primera vez a Aarón y su familia como «sacerdotes» sin definir más el término, Plaut concluyó que o bien la institución ya era bien conocida en ese momento (ya que los egipcios y los madianitas tenían sacerdotes) o que la historia se retroyectó desde una época posterior en la que se conocía desde hacía mucho tiempo a los sacerdotes y su trabajo. Los estudiosos consideraron que las vestiduras sacerdotales eran poco realistas, complejas y extravagantes, poco adecuadas para un entorno salvaje. Sin embargo, Plaut concluyó que, aunque es probable que el texto contenga adornos de épocas posteriores, hay pocas razones para dudar de que también informe de tradiciones que se remontan a los primeros días de Israel. Ref. nombre=Plaut561>Gunther Plaut, La Torá: Un comentario moderno, edición revisada, página 561.

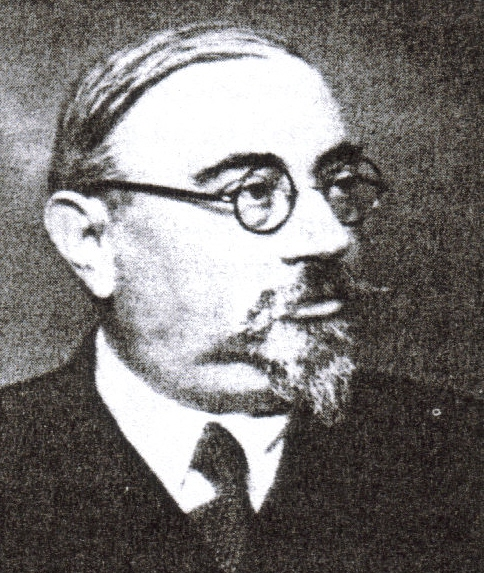
Cassuto

Al leer en Éxodo 28:2 la instrucción de hacer vestiduras sagradas para Aarón y sus hijos «para gloria y hermosura», Umberto Cassuto explicó que se trataba de ropas que indicarían el grado de santidad acorde con su alto cargo.  Nahum Sarna escribió que Dios ordenó un atuendo especial para Aarón y sus hijos como insignia de su cargo, para que los ocupantes del cargo sagrado pudieran distinguirse de los laicos, al igual que el espacio sagrado podía diferenciarse del espacio profano. Al leer «para gloria y hermosura» en Éxodo 28:2, Richard Elliott Friedman argumentó que la belleza es inspiradora y valiosa, y que la religión no es enemiga de los sentidos.
Sarna señaló que Éxodo 28 no menciona el calzado, ya que los sacerdotes oficiaban descalzos. Carol Meyers dedujo que los sacerdotes no llevaban zapatos en tierra santa, y señaló que en Éxodo 3:5, Dios le dijo a Moisés que se quitara los zapatos, porque el lugar en el que estaba era tierra santa.
Plaut informó de que las vestiduras sacerdotales enumeradas en Éxodo 28:2-43 son los antecedentes directos de las que se utilizan hoy en día en la Iglesia católica y en la Iglesia ortodoxa de Grecia, cuyos sacerdotes, y especialmente los obispos, visten túnicas similares cuando ofician. En la sinagoga, el rollo de la Torá está igualmente adornado y vestido con un manto bordado y coronado por granadas y campanas.
Observando que en medio de la descripción de las «gloriosas» vestiduras sacerdotales en Éxodo 28:2-43 se encuentra la advertencia en Éxodo 28:35 de que Aarón podría morir, Walter Brueggemann se preguntó si el texto pretende transmitir la ironía de que alguien tan bien equipado estuviera bajo amenaza de muerte. Y Brueggemann señaló que Éxodo 25-31 procede a Éxodo 32 (que admitió que provenía de una tradición textual diferente) y se preguntó si el texto pretende transmitir que Aarón fue seducido por su glorioso adorno para actuar como lo hizo en el incidente del Becerro de Oro. Brueggemann concluyó que la afirmación y la crítica devastadora de Aarón están muy próximas en el texto, enseñando que la afirmación, la tentación y la crítica son inherentes al sacerdocio y al encargado de las cosas sagradas.
Nili Fox escribió que no es casualidad que el cordón de lana azul violeta que, según Números 15:37-40, debe atarse a los flecos, sea idéntico al cordón que cuelga del tocado del sacerdote en Éxodo 28:37. Fox argumentó que los flecos de las prendas de los israelitas los identificaban como santos para Dios y los conectaban simbólicamente con los sacerdotes. De este modo, los israelitas prometían su lealtad a Dios, así como a los sacerdotes que supervisaban las leyes.
Al leer el mandato de Dios en Éxodo 28:41 para que Moisés unja a Aarón y a sus hijos, Plutarco informó de que la unción era un procedimiento común en la antigüedad para investir a sacerdotes o reyes en el cargo. El aceite de unción simbolizaba el bienestar, y su uso diario (especialmente en la Roma posterior) era emblemático de la buena vida. Verter aceite sobre la cabeza significaba haber sido favorecido o apartado por la deidad. Los israelitas utilizaban principalmente aceite de oliva para los ungüentos, los babilonios también utilizaban aceite de sésamo y grasas animales, y los egipcios utilizaban aceite de almendras y grasas animales.

### Éxodo, capítulo 29
Everett Fox señaló que «gloria» (כְּבוֹד, «kevod») y «terquedad» (כָּבֵד לֵב, «kaved lev») son palabras principales a lo largo del libro del Éxodo que le dan un sentido de unidad. Del mismo modo, William Propp identificó la raíz kvd —que connota pesadez, gloria, riqueza y firmeza— como un tema recurrente en el Éxodo: Moisés sufrió de una boca pesada en Éxodo 4:10 y brazos pesados en Éxodo 17:12; el faraón tenía firmeza de corazón en Éxodo 7:14; 8:11, 28; 9:7, 34; y 10:1; el faraón hizo pesada la labor de Israel en Éxodo 5: 9; Dios, en respuesta, envió plagas severas en Éxodo 8:20; 9:3, 18, 24; y 10:14, para que Dios pudiera ser glorificado sobre el faraón en Éxodo 14:4, 17 y 18; y el libro culmina con el descenso de la Gloria ardiente de Dios, descrita como una «nube densa», primero sobre el Sinaí y más tarde sobre el Tabernáculo en Éxodo 19:16; 24:16-17; 29:43; 33:18, 22; y 40:34-38. 

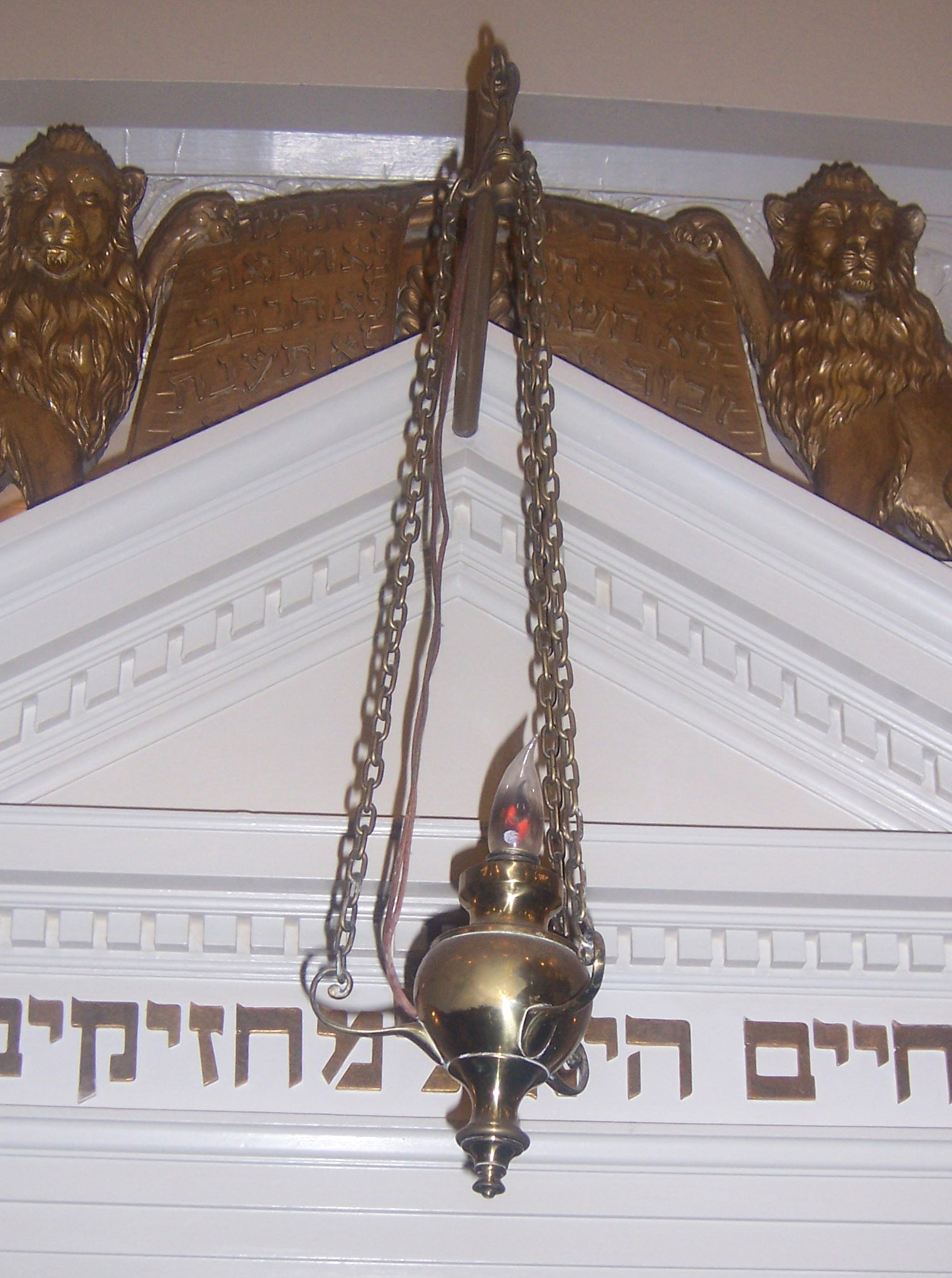
a ner tamid, o lámpara del santuario, colgando sobre el arca en una sinagoga, en recuerdo del mandamiento de Éxodo 27:20-21

## Mandamientos
Según Maimónides y Sefer Ha-Chinuch, hay 4 mandamientos positivos y 3 negativos en la parashá:
- Encender la Menorá todos los días[117]
- Los Kohanim deben llevar sus vestiduras sacerdotales durante el servicio.[118]
- El pectoral no debe soltarse del Ephod.[119]
- No rasgar las vestiduras sacerdotales[120]
- Los Kohanim deben comer la carne del sacrificio.[121]
- Quemar incienso todos los días[122]
- No quemar nada en el altar del incienso aparte de incienso[123]

## En la liturgia
El sacrificio «tamid» que Éxodo 29:38-39 pedía a los sacerdotes que ofrecieran al atardecer presagiaba el servicio de oración de la tarde, llamado «Minjá» u «ofrenda» en hebreo.

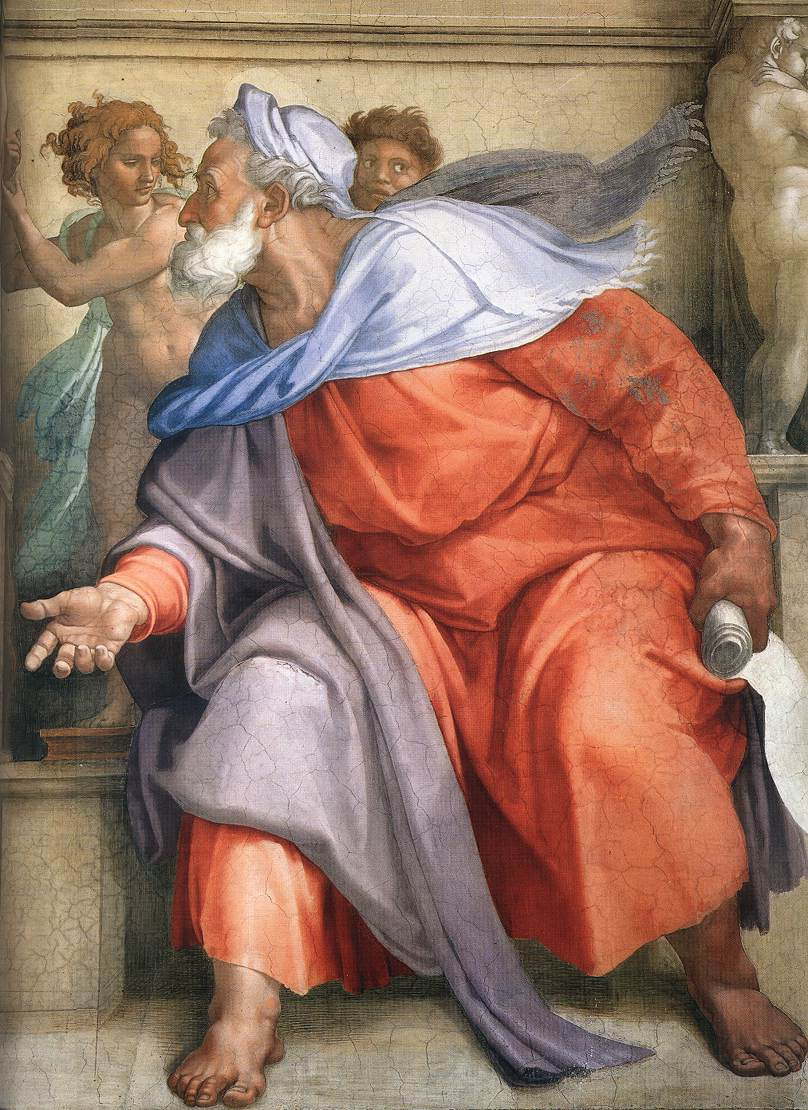
Ezequiel (fresco de 1510 de Miguel Ángel en la Capilla Sixtina)

## Haftarah

### Generalmente
La haftarah para la parashá es Ezequiel 43:10–27.

#### Conexión con la Parashá
Tanto la parashá como la haftará en Ezequiel describen el altar sagrado de sacrificio de Dios y su consagración, la parashá en el Tabernáculo en el desierto, y la haftará en la concepción de Ezequiel de un Templo futuro.  Tanto la parashá como la haftará describen planes transmitidos por un poderoso profeta, Moisés en la parashá y Ezequiel en la haftará.

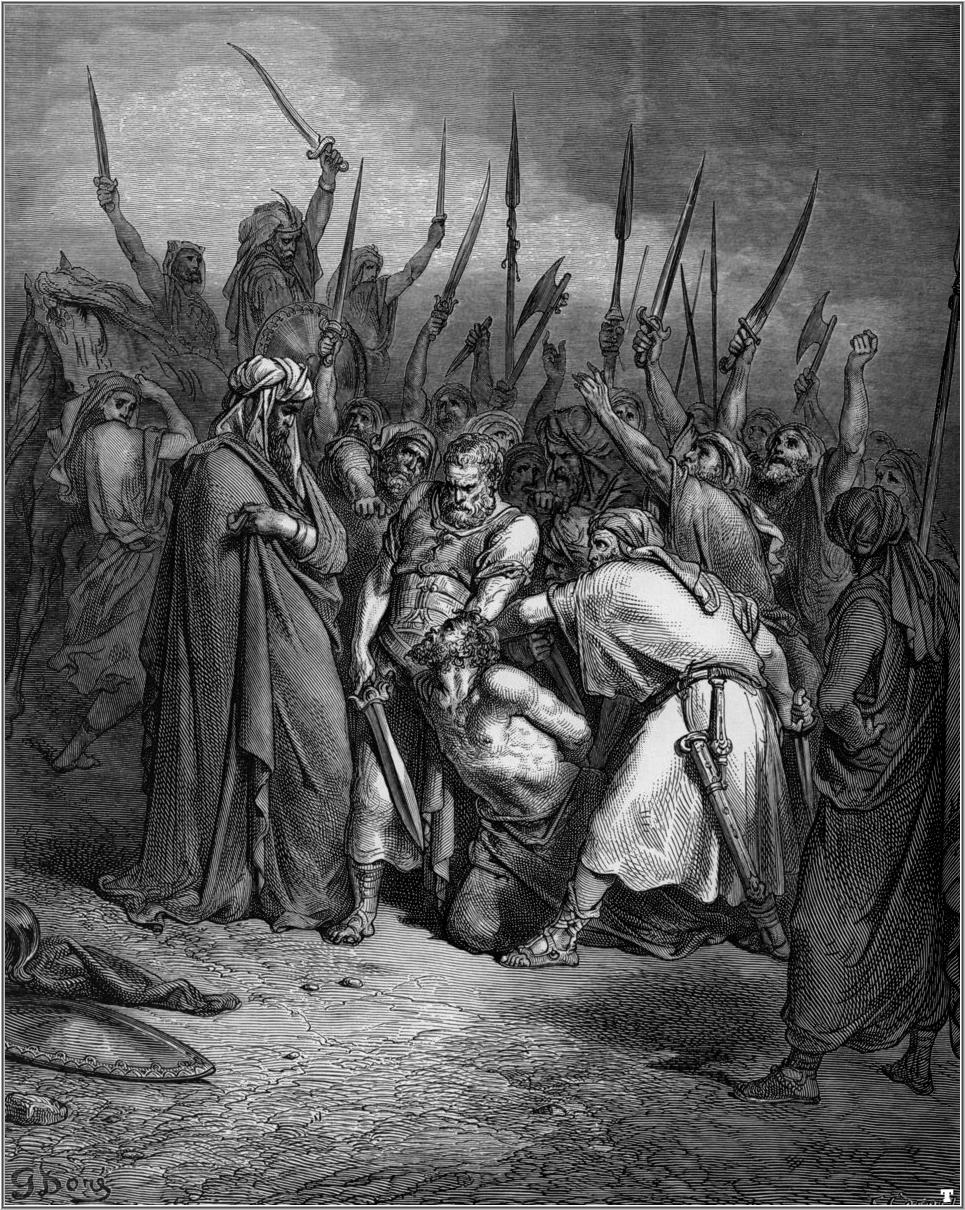
La muerte de Agag (ilustración de Gustave Doré de La Sainte Bible de 1865)

### En el Shabat Zachor
Cuando Parashat Tetzaveh coincide con el Shabat Zachor (el Shabat especial inmediatamente anterior a Purim), como ocurre en 2025, 2026, 2028, 2029, 2031, 2032, 2034, 2036, 2037, 2039, 2040, 2042, 2044, 2045, 2047 y 2050 , la haftarah es:
- para los judíos asquenazíes: 1 Samuel 15:2-34;
- para los judíos sefardíes: 1 Samuel 15:1-34.

#### Conexión con el sabbat especial
En el Shabat Zachor, el Shabat justo antes de Purim, los judíos leen Deuteronomio 25:17-19, que instruye a los judíos: «Acuérdate (en hebreo: זָכוֹר, zajor) de lo que hizo Amalek» al atacar a los israelitas. La haftarah para el Shabat Zachor, 1 Samuel 15:2–34 o 1–34, describe el encuentro de Saúl con Amalec y el trato de Saúl y Samuel al rey amalecita Agag. Purim, a su vez, conmemora la historia de Esther (de quien se dice que es descendiente de Saúl en alguna literatura rabínica) y la victoria del pueblo judío sobre el plan de Haman para matar a los judíos, narrado en el libro de Ester. En Ester 3:1 se identifica a Amán como agagueo y, por tanto, descendiente de Amalec. En Números 24:7 se identifica a los agagueos con los amalecitas. Por otra parte, un midrash cuenta la historia de que entre la captura del rey Agag por Saúl y su muerte a manos de Samuel, Agag tuvo un hijo, del que a su vez descendió Amán.

### Bíblicas
- Exodus 39:1–31 (making the priests' vestments).
- Leviticus 6:3 (priest wearing linen); 16:4–33 (high priest wearing linen).
- Deuteronomy 22:11 (combining wool and linen).
- 1 Samuel 2:18 (priest wearing linen); 22:18 (priests wearing linen).
- 2 Samuel 6:14 (David wearing linen in worship).
- Ezekiel 10:76 (holy man clad in linen); 44:17–18 (priests wearing linen).
- Daniel 10:5 (holy man clad in linen); 12:6–7 (holy man clad in linen).
- Psalms 29:2 (holiness of God); 77:21 (Moses and Aaron); 93:5 (holiness of God); 99:6 (Moses and Aaron); 106:16 (Moses and Aaron); 115:10,12 (house of Aaron); 118:3 (house of Aaron); 133:2 (anointing Aaron).
- 1 Chronicles 15:27 (David and Levites wearing linen in worship).
- 2 Chronicles 5:12 (Levites wearing linen in worship).

### Antiguo no rabínico
- Filón de Alejandría. Allegorical Interpretation book 1 26:81; book 3 40:118; On the Migration of Abraham 18:103; On the Life of Moses 2:29:150–51; The Special Laws 1:51:276. Alejandría, Egypt, early 1st Century CE. In, e.g., The Works of Philo: Complete and Unabridged, New Updated Edition. Translated by Charles Duke Yonge, 34, 63, 263, 504, 560. Peabody, Massachusetts: Hendrickson Publishers, 1993.
- Josephus. The Wars of the Jews, 5:5:7. Circa 75 CE. In, e.g., The Works of Josephus: Complete and Unabridged, New Updated Edition. Translated by William Whiston, 708. Peabody, Massachusetts: Hendrickson Publishers, 1987.
- Josephus, Antiquities of the Jews 3:6:1–3:10:1. Circa 93–94. In, e.g., The Works of Josephus: Complete and Unabridged, New Updated Edition. Translated by William Whiston, 85–95. Peabody, Massachusetts: Hendrickson Publishers, 1987.

### Rabínico clásico
- Mishnah: Yoma 7:5; Sukkah 5:3; Sotah 9:12; Zevachim 4:3; Menachot 5:6, 8:4–5; Keritot 1:1; Tamid 3:9, 7:1; Kinnim 3:6. Land of Israel, circa 200 CE. In, e.g., The Mishnah: A New Translation. Translated by Jacob Neusner, pages 277, 289, 464, 705, 743, 749–50, 867, 871, 889. New Haven: Yale University Press, 1988.
- Tosefta: Sotah 7:17; Menachot 6:11, 7:6, 9:16. Land of Israel, circa 250 CE. In, e.g., The Tosefta: Translated from the Hebrew, with a New Introduction. Translated by Jacob Neusner, volume 1, page 865; volume 2, pages 1430–31, 1435, 1448. Peabody, Massachusetts: Hendrickson Publishers, 2002.
- Jerusalem Talmud: Challah 20a; Shabbat 20b; Pesachim 35a, 57a, 62a; Shekalim 38b; Yoma 3a, 5a, 6b, 8b, 14a–15a, 16a, 20a–b, 21b, 36a–b, 49b–50a; Sukkah 29b; Megillah 17a; Chagigah 1b, 14b, 28a; Sotah 24b, 34b; Shevuot 6b; Horayot 14b. Tiberias, Land of Israel, circa 400 CE. In, e.g., Talmud Yerushalmi. Edited by Chaim Malinowitz, Yisroel Simcha Schorr, and Mordechai Marcus, volumes 11, 13, 18–22, 26–27, 37, 46, 49. Brooklyn: Mesorah Publications, 2008–2020.
- Midrash Tanḥuma Tetzaveh. 5th–10th centuries. In, e.g., The Metsudah Midrash Tanchuma: Shemos II. Translated and annotated by Avrohom Davis; edited by Yaakov Y.H. Pupko, volume 4 (Shemos volume 2), pages 145–205. Monsey, New York: Eastern Book Press, 2004.

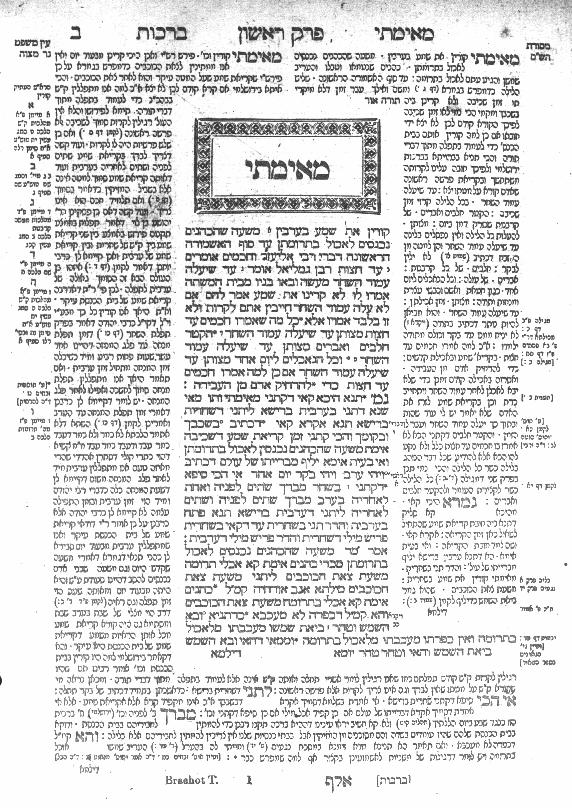
Talmud

- Babylonian Talmud: Berakhot 26b, 57a; Shabbat 12a, 21a, 31a, 63b, 113b–14a; Eruvin 4a; Pesachim 16b, 24a, 59a–b, 72b, 77a, 92a; Yoma 5a–b, 7a–b, 14a–b, 15a, 31b, 33a–b, 45b, 52b, 57b, 58b, 61a, 68b, 71b–72b; Sukkah 5a, 37b, 49b; Taanit 11b; Megillah 12a–b, 29b; Chagigah 26b; Yevamot 40a, 60b, 68b, 78b, 87a, 90a; Nedarim 10b; Nazir 47b; Sotah 9b, 36a, 38a, 48a–b; Gittin 20a–b; Bava Batra 8b, 106b; Sanhedrin 12b, 34b, 61b, 83a–b, 106a; Makkot 13a, 17a, 18a–b; Shevuot 8b, 9b–10b, 14a; Avodah Zarah 10b, 23b, 39a; Zevachim 12b, 17b, 19a, 22b–23a, 24b, 26a, 28b, 44b, 45b, 59b, 83b, 87a, 88a–b, 95a, 97b, 112b, 115b, 119b; Menachot 6a, 11a, 12b, 14b, 25a, 29a, 36b, 42b, 49a, 50a–51a, 61a, 73a, 83a, 86a–b, 89a, 98b; Chullin 7a, 138a; Arakhin 3b–4a, 16a; Keritot 5a; Meilah 11b, 17b; Niddah 13b. Sasanian Empire, 6th Century. In, e.g., Talmud Bavli. Edited by Yisroel Simcha Schorr, Chaim Malinowitz, and Mordechai Marcus, 72 volumes. Brooklyn: Mesorah Publications, 2006.

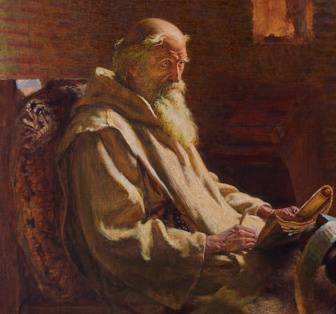
Bede

### Medieval
- Bede. Of the Tabernacle and Its Vessels, and of the Priestly Vestments. Monkwearmouth, England, 720s. In Bede: On the Tabernacle. Translated with notes and introduction by Arthur G. Holder. Liverpool: Liverpool University Press, 1994.
- Exodus Rabbah 36:1–38:9. 10th Century. In, e.g., Midrash Rabbah: Exodus. Translated by Simon M. Lehrman, volume 3, pages 436–57. London: Soncino Press, 1939.

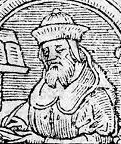
Rashi

- Saadia Gaon. The Book of Beliefs and Opinions, 2:11; 3:10. Baghdad, Babylonia, 933. Translated by Samuel Rosenblatt, 125, 177. New Haven: Yale Univ. Press, 1948.
- Rashi. Commentary. Exodus 27–30. Troyes, France, late 11th Century. In, e.g., Rashi. The Torah: With Rashi's Commentary Translated, Annotated, and Elucidated. Translated and annotated by Yisrael Isser Zvi Herczeg, 2:375–421. Brooklyn: Mesorah Publications, 1994.
- Rashbam. Commentary on the Torah. Troyes, early 12th century. In, e.g., Rashbam's Commentary on Exodus: An Annotated Translation. Edited and translated by Martin I. Lockshin, pages 351–84. Atlanta: Scholars Press, 1997.
- Abraham ibn Ezra. Commentary on the Torah. France, 1153. In, e.g., Ibn Ezra's Commentary on the Pentateuch: Exodus (Shemot). Translated and annotated by H. Norman Strickman and Arthur M. Silver, volume 2, pages 583–628. New York: Menorah Publishing Company, 1996.

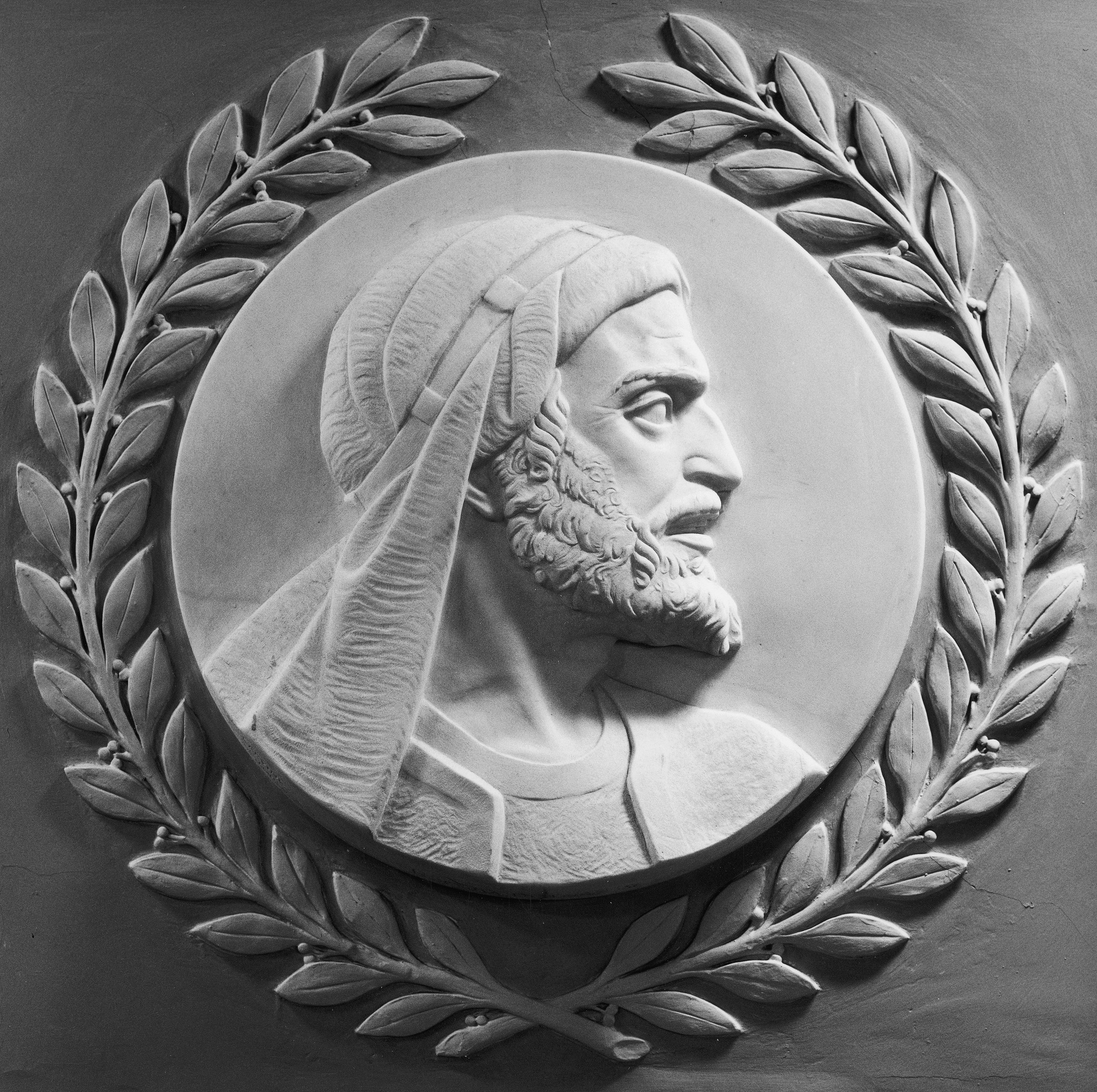
Maimonides

- Maimonides. Guide for the Perplexed, part 1, chapter 25; part 3, chapters 4, 32, 45, 46, 47. El Cairo, Egypt, 1190. In, e.g., Moses Maimonides. The Guide for the Perplexed. Translated by Michael Friedländer, pages 34, 257, 323, 357, 362, 369. New York: Dover Publications, 1956.
- Hezekiah ben Manoah. Hizkuni. France, circa 1240. In, e.g., Chizkiyahu ben Manoach. Chizkuni: Torah Commentary. Translated and annotated by Eliyahu Munk, volume 2, pages 595–610. Jerusalem: Ktav Publishers, 2013.
- Naḥmanides. Commentary on the Torah. Jerusalem, circa 1270. In, e.g., Ramban (Nachmanides): Commentary on the Torah. Translated by Charles B. Chavel, volume 2, pages 471–509. New York: Shilo Publishing House, 1973.

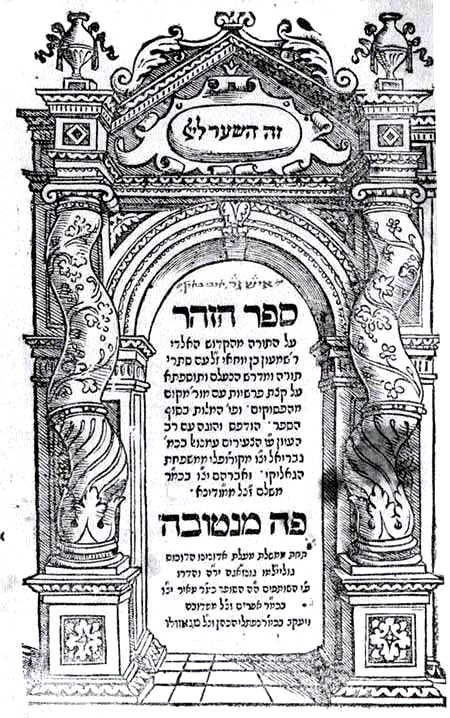
The Zohar

- Zohar 2:179b–187b. Spain, late 13th Century. In, e.g., The Zohar. Translated by Harry Sperling and Maurice Simon. 5 volumes. London: Soncino Press, 1934.
- Baḥya ben Asher. Commentary on the Torah. Spain, early 14th century. In, e.g., Midrash Rabbeinu Bachya: Torah Commentary by Rabbi Bachya ben Asher. Translated and annotated by Eliyahu Munk, volume 4, pages 1276–310. Jerusalem: Lambda Publishers, 2003.
- Jacob ben Asher (Baal Ha-Turim). Commentary on the Torah. Early 14th century. In, e.g., Baal Haturim Chumash: Shemos/Exodus. Translated by Eliyahu Touger; edited and annotated by Avie Gold, volume 2, pages 845–79. Brooklyn: Mesorah Publications, 2000.
- Isaac ben Moses Arama. Akedat Yizhak (The Binding of Isaac). Late 15th century. In, e.g., Yitzchak Arama. Akeydat Yitzchak: Commentary of Rabbi Yitzchak Arama on the Torah. Translated and condensed by Eliyahu Munk, volume 1, pages 471–83. New York, Lambda Publishers, 2001.

### Moderno
- Isaac Abravanel. Commentary on the Torah. Italy, between 1492 and 1509. In, e.g., Abarbanel: Selected Commentaries on the Torah: Volume 2: Shemos/Exodus. Translated and annotated by Israel Lazar, pages 329–68. Brooklyn: CreateSpace, 2015.
- Abraham Saba. Ẓeror ha-Mor (Bundle of Myrrh). Fez, Morocco, circa 1500. In, e.g., Tzror Hamor: Torah Commentary by Rabbi Avraham Sabba. Translated and annotated by Eliyahu Munk, volume 3, pages 1123–46. Jerusalem, Lambda Publishers, 2008.
- Obadiah ben Jacob Sforno. Commentary on the Torah. Venice, 1567. In, e.g., Sforno: Commentary on the Torah. Translation and explanatory notes by Raphael Pelcovitz, pages 432–43. Brooklyn: Mesorah Publications, 1997.
- Moshe Alshich. Commentary on the Torah. Safed, circa 1593. In, e.g., Moshe Alshich. Midrash of Rabbi Moshe Alshich on the Torah. Translated and annotated by Eliyahu Munk, volume 2, pages 551–62. New York, Lambda Publishers, 2000.
- Shlomo Ephraim Luntschitz. Kli Yakar. Lublin, 1602. In, e.g., Kli Yakar: Shemos. Translated by Elihu Levine, volume 2, pages 225–72. Southfield, Michigan: Targum Press/Feldheim Publishers, 2007.

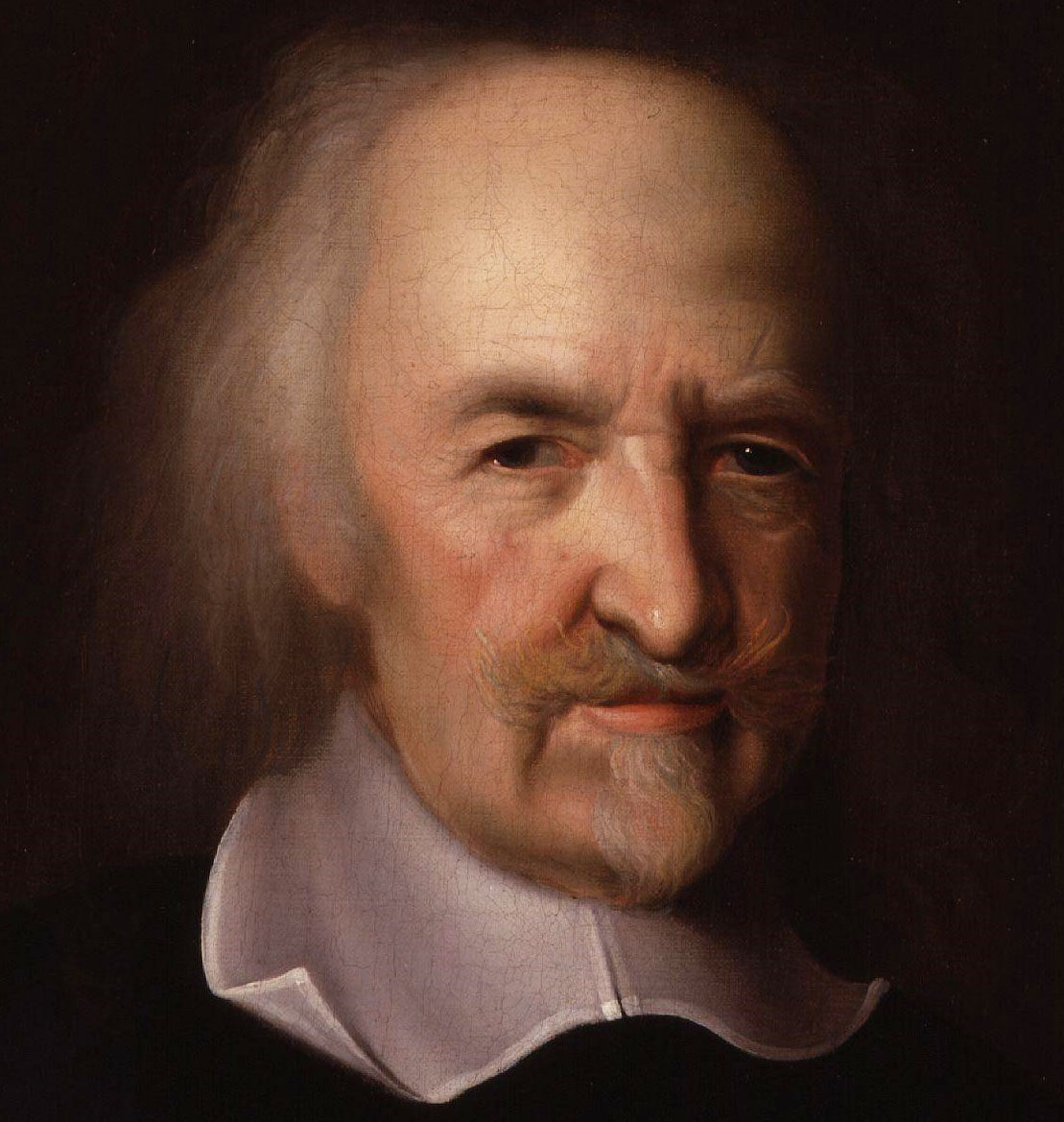
Hobbes

- Avraham Yehoshua Heschel. Commentaries on the Torah. Cracow, Poland, mid 17th century. Compiled as Chanukat HaTorah. Edited by Chanoch Henoch Erzohn. Piotrkow, Poland, 1900. In Avraham Yehoshua Heschel. Chanukas HaTorah: Mystical Insights of Rav Avraham Yehoshua Heschel on Chumash. Translated by Avraham Peretz Friedman, pages 189–90. Southfield, Michigan: Targum Press/Feldheim Publishers, 2004.
- Thomas Hobbes. Leviathan, 3:34, 40, 42. England, 1651. Reprint edited by C. B. Macpherson, pages 431, 503–04, 572, 585. Harmondsworth, England: Penguin Classics, 1982.

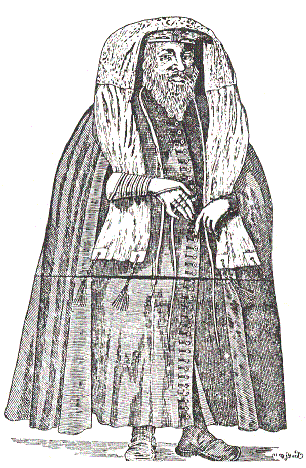
Saul Levi Morteira

- Saul Levi Morteira. “Eulogy for David Masiah.” Budapest, 1652. “Guarded Him as the Pupil of His Eye.” Amsterdam, 1645. In Marc Saperstein. Exile in Amsterdam: Saul Levi Morteira’s Sermons to a Congregation of “New Jews,” pages 527–35. Cincinnati: Hebrew Union College Press, 2005.
- Edward Taylor. "18. Meditation. Heb. 13.10. Wee Have an Altar." In Preliminary Meditations: First Series. Cambridge, Massachusetts: Early 18th Century. In Harold Bloom. American Religious Poems, 21–22. New York: Library of America, 2006.
- Chaim ibn Attar. Ohr ha-Chaim. Venice, 1742. In Chayim ben Attar. Or Hachayim: Commentary on the Torah. Translated by Eliyahu Munk, volume 2, pages 788–814. Brooklyn: Lambda Publishers, 1999.

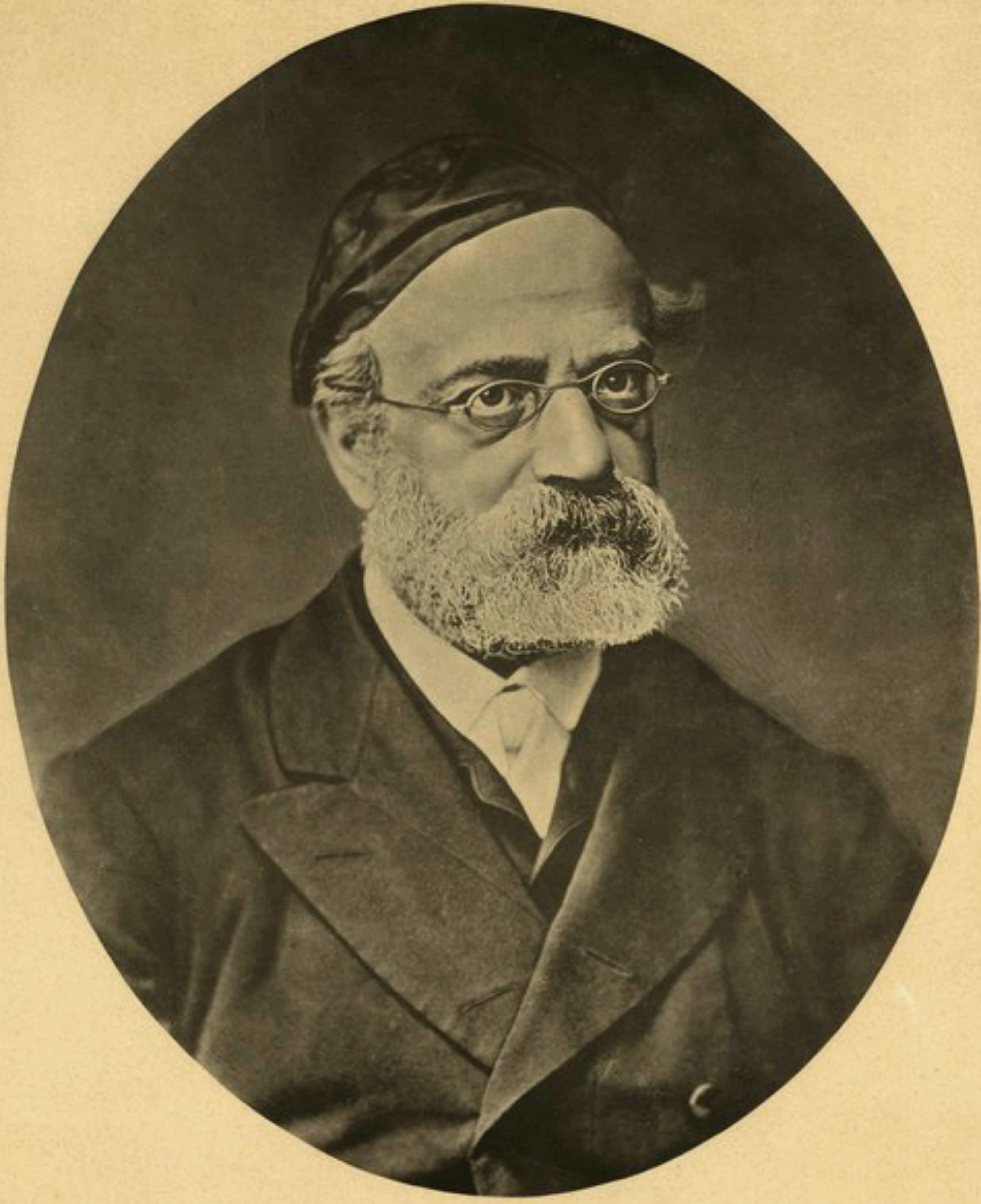
Hirsch

- Yaakov Culi and Yitzchak Magriso. Me'am Lo'ez. Constantinople, 1746. In Jacob Culi and Yitzchak Magriso. The Torah Anthology: Me'am Lo'ez. Translated by Aryeh Kaplan, volume 9, pages 141–265. Jerusalem: Moznaim Publishing, 1990.
- Naḥman of Breslov. Teachings. Bratslav, Ukraine, before 1811. In Rebbe Nachman's Torah: Breslov Insights into the Weekly Torah Reading: Exodus-Leviticus. Compiled by Chaim Kramer; edited by Y. Hall, pages 223–31. Jerusalem: Breslov Research Institute, 2011.
- Samson Raphael Hirsch. The Pentateuch: Exodus. Translated by Isaac Levy, volume 2, pages 509–75. Gateshead: Judaica Press, 2nd edition 1999. Originally published as Der Pentateuch uebersetzt und erklaert. Frankfurt, 1867–1878.

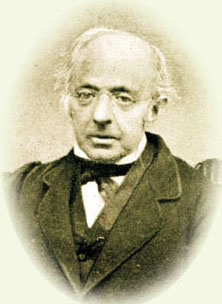
Luzzatto

- Samuel David Luzzatto (Shadal). Commentary on the Torah. Padua, 1871. In, e.g., Samuel David Luzzatto. Torah Commentary. Translated and annotated by Eliyahu Munk, volume 3, pages 858–66. New York: Lambda Publishers, 2012.
- Yehudah Aryeh Leib Alter. Sefat Emet. Góra Kalwaria (Ger), Poland, before 1906. Excerpted in The Language of Truth: The Torah Commentary of Sefat Emet. Translated and interpreted by Arthur Green, pages 123–27. Philadelphia: Jewish Publication Society, 1998. Reprinted 2012.
- Alexander Alan Steinbach. Sabbath Queen: Fifty-four Bible Talks to the Young Based on Each Portion of the Pentateuch, pages 61–64. New York: Behrman's Jewish Book House, 1936.
- Benno Jacob. The Second Book of the Bible: Exodus. London, 1940. Translated by Walter Jacob, pages 809–28. Hoboken, New Jersey: Ktav Publishing House, 1992.

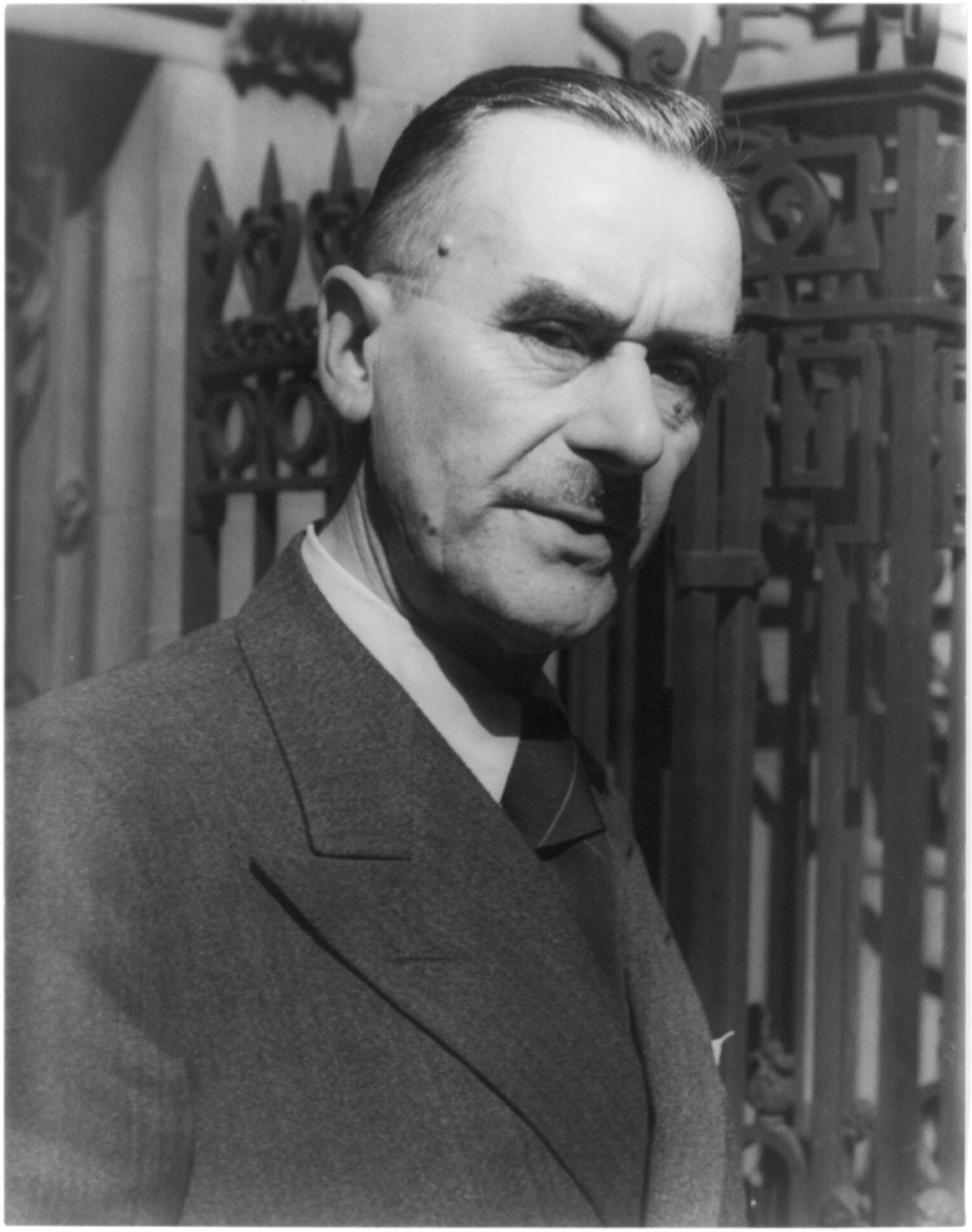
Mann

- Thomas Mann. Joseph and His Brothers. Translated by John E. Woods, 382. New York: Alfred A. Knopf, 2005. Originally published as Joseph und seine Brüder. Stockholm: Bermann-Fischer Verlag, 1943.
- Isaac Mendelsohn. "Urim and Thummim." In The Interpreter's Dictionary of the Bible, volume 4, pages 739–40. Nashville, Tennessee: Abingdon Press, 1962.
- Umberto Cassuto. A Commentary on the Book of Exodus. Jerusalem, 1951. Translated by Israel Abrahams, pages 369–92. Jerusalem: The Magnes Press, The Hebrew University, 1967.

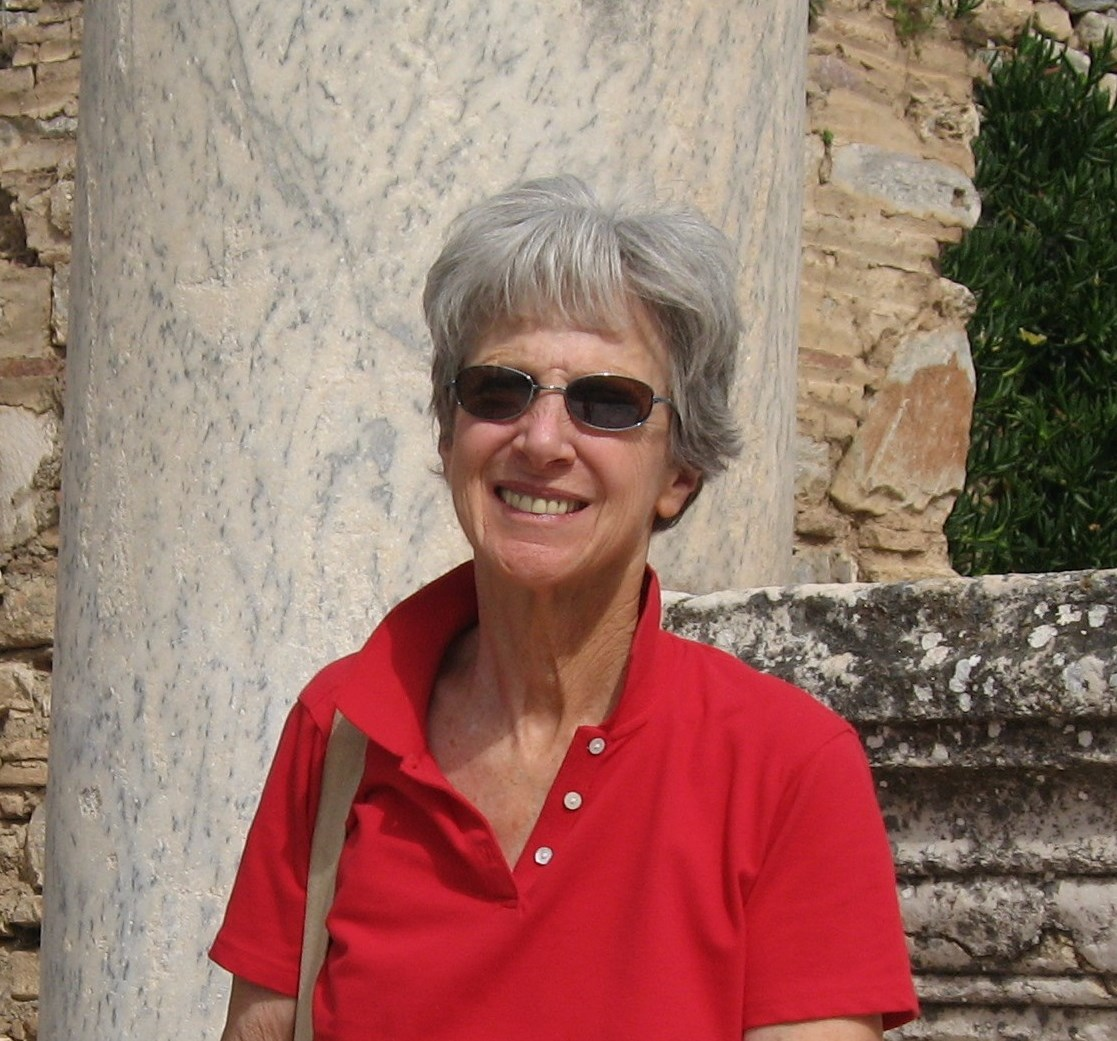
Meyers

- Moshe Greenberg. "Urim and Thummim." In Encyclopaedia Judaica, volume 16, pages 8–9. Jerusalem: Keter Publishing House, 1972.
- Carol L. Meyers. The Tabernacle Menorah. Missoula, Montana: Scholars Press, 1976.
- Elie Munk. The Call of the Torah: An Anthology of Interpretation and Commentary on the Five Books of Moses. Translated by E.S. Mazer, volume 2, pages 392–425. Brooklyn: Mesorah Publications, 1995. Originally published as La Voix de la Thora. Paris: Fondation Samuel et Odette Levy, 1981.
- Victor (Avigdor) Hurowitz. “The Priestly Account of Building the Tabernacle.” Journal of the American Oriental Society, volume 105, number 1 (January–March 1985): pages 21–30.
- Ranon Katzoff. “Suffragium in Exodus Rabbah 37.2.” Classical Philology, volume 81, number 3 (July 1986): pages 235–40.
- Pinchas H. Peli. Torah Today: A Renewed Encounter with Scripture, pages 85–89. Washington, D.C.: B'nai B'rith Books, 1987.
- Nahman Avigad. “The Inscribed Pomegranate from the ‘House of the Lord.’” Biblical Archaeologist, volume 53, number 3 (September 1990): pages 157–66.
- Mark S. Smith. The Early History of God: Yahweh and the Other Deities in Ancient Israel, pages 10. New York: HarperSanFrancisco, 1990. (Exodus 26–40).
- Harvey J. Fields. A Torah Commentary for Our Times: Volume II: Exodus and Leviticus, pages 69–76. New York: UAHC Press, 1991.
- Nahum M. Sarna. The JPS Torah Commentary: Exodus: The Traditional Hebrew Text with the New JPS Translation, pages 175–95. Philadelphia: Jewish Publication Society, 1991.
- Nehama Leibowitz. New Studies in Shemot (Exodus), volume 2, pages 508–34. Jerusalem: Haomanim Press, 1993. Reprinted as New Studies in the Weekly Parasha. Lambda Publishers, 2010.
- Walter Brueggemann. “The Book of Exodus.” In The New Interpreter's Bible. Edited by Leander E. Keck, volume 1, pages 902–17. Nashville: Abingdon Press, 1994.
- Judith S. Antonelli. "The Tabernacle." In In the Image of God: A Feminist Commentary on the Torah, pages 203–12. Northvale, New Jersey: Jason Aronson, 1995.
- Ellen Frankel. The Five Books of Miriam: A Woman’s Commentary on the Torah, pages 133–35. New York: G. P. Putnam's Sons, 1996.
- W. Gunther Plaut. The Haftarah Commentary, pages 195–202. New York: UAHC Press, 1996.
- Sorel Goldberg Loeb and Barbara Binder Kadden. Teaching Torah: A Treasury of Insights and Activities, pages 134–39. Denver: A.R.E. Publishing, 1997.
- Cornelis Van Dam. The Urim and Thummin: A Means of Revelation in Ancient Israel. Winona Lake, Indiana: Eisenbrauns, 1997.

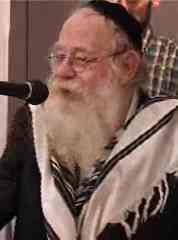
Steinsaltz

- Adin Steinsaltz. Simple Words: Thinking About What Really Matters in Life, 156. New York: Simon & Schuster, 1999.
- Exodus to Deuteronomy: A Feminist Companion to the Bible (Second Series). Edited by Athalya Brenner, pages 34, 38. Sheffield: Sheffield Academic Press, 2000.
- Sara Paasche-Orlow. "Finding Our Home in the Temple and the Temple in Our Homes." In The Women's Torah Commentary: New Insights from Women Rabbis on the 54 Weekly Torah Portions. Edited by Elyse Goldstein, pages 160–63. Woodstock, Vermont: Jewish Lights Publishing, 2000.
- Martin R. Hauge. The Descent from the Mountain: Narrative Patterns in Exodus 19–40. Sheffield: Journal for the Study of the Old Testament Press, 2001.
- Avivah Gottlieb Zornberg. The Particulars of Rapture: Reflections on Exodus, pages 351–97. New York: Doubleday, 2001.
- Lainie Blum Cogan and Judy Weiss. Teaching Haftarah: Background, Insights, and Strategies, pages 481–88. Denver: A.R.E. Publishing, 2002.
- Michael Fishbane. The JPS Bible Commentary: Haftarot, pages 123–28. Philadelphia: Jewish Publication Society, 2002.
- Alan Lew. This Is Real and You Are Completely Unprepared: The Days of Awe as a Journey of Transformation, 53–55. Boston: Little, Brown and Co., 2003.
- Robert Alter. The Five Books of Moses: A Translation with Commentary, pages 471–86. New York: W.W. Norton & Co., 2004.
- Jeffrey H. Tigay. "Exodus." In The Jewish Study Bible. Edited by Adele Berlin and Marc Zvi Brettler, pages 171–79. New York: Oxford University Press, 2004.
- Professors on the Parashah: Studies on the Weekly Torah Reading Edited by Leib Moscovitz, pages 142–44. Jerusalem: Urim Publications, 2005.
- W. Gunther Plaut. The Torah: A Modern Commentary: Revised Edition. Revised edition edited by David E.S. Stern, pages 561–79. New York: Union for Reform Judaism, 2006.
- William H.C. Propp. Exodus 19–40, 2A:310–538. New York: Anchor Bible, 2006.

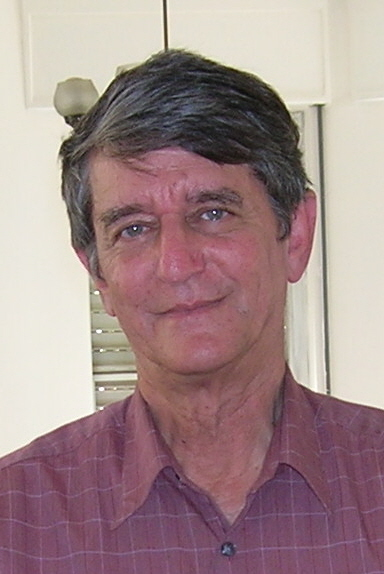
kugel

- Suzanne A. Brody. "Aaron's Adornments." In Dancing in the White Spaces: The Yearly Torah Cycle and More Poems, 82. Shelbyville, Kentucky: Wasteland Press, 2007.
- James L. Kugel. How To Read the Bible: A Guide to Scripture, Then and Now, pages 358. New York: Free Press, 2007.
- Kenton L. Sparks. “‘Enūma Elish’ and Priestly Mimesis: Elite Emulation in Nascent Judaism.” Journal of Biblical Literature, volume 126 (2007): 637–42. (“Priestly Mimesis in the Tabernacle Narrative (Exodus 25–40)”).
- Shmuel Goldin. Unlocking the Torah Text: An In-Depth Journey into the Weekly Parsha: Shmot, pages 237–56. Jerusalem: Gefen Publishing House, 2008.
- The Mishkan: The Tabernacle: Its Structure, Its Vessels, and the Kohen's Vestments. Brooklyn: Artscroll, 2008.
- The Torah: A Women's Commentary. Edited by Tamara Cohn Eskenazi and Andrea L. Weiss, pages 473–94. New York: Women of Reform Judaism/URJ Press, 2008.
- Marla Brettschneider. “When the Fabulous Is Holy: Parashat Tetzaveh (Exodus 27:20–30:10).” In Torah Queeries: Weekly Commentaries on the Hebrew Bible. Edited by Gregg Drinkwater, Joshua Lesser, and David Shneer; foreword by Judith Plaskow, pages 106–08. New York: New York University Press, 2009.
- Thomas B. Dozeman. Commentary on Exodus, pages 633–63. Grand Rapids, Michigan: William B. Eerdmans Publishing Company, 2009.
- Reuven Hammer. Entering Torah: Prefaces to the Weekly Torah Portion, pages 119–24. New York: Gefen Publishing House, 2009.
- Rebecca G.S. Idestrom. "Echoes of the Book of Exodus in Ezekiel." Journal for the Study of the Old Testament, volume 33, number 4 (June 2009): pages 489–510. (Motifs from Exodus found in Ezekiel, including the call narrative, divine encounters, captivity, signs, plagues, judgment, redemption, tabernacle/temple, are considered.).

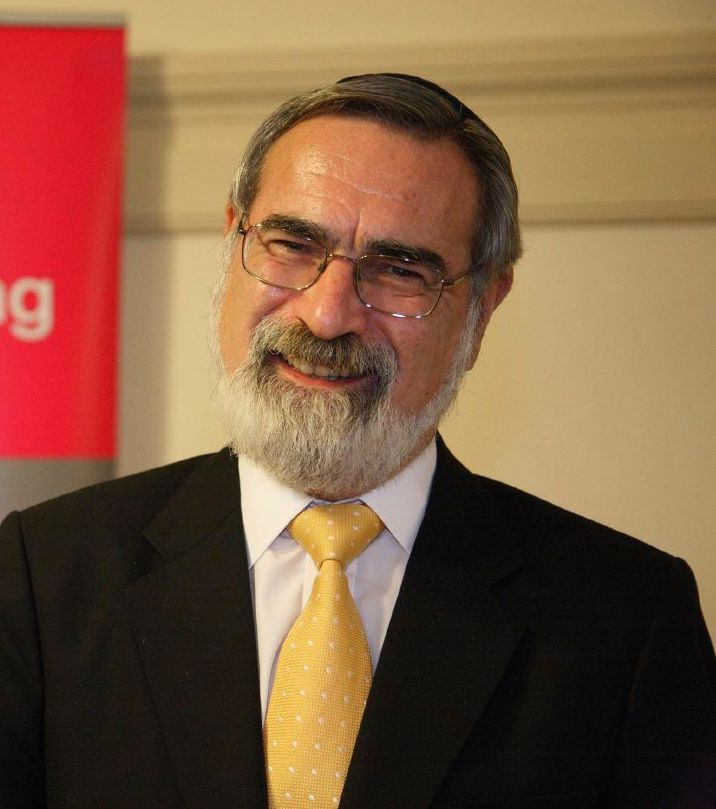
Sacks

- Bruce Wells. "Exodus." In Zondervan Illustrated Bible Backgrounds Commentary. Edited by John H. Walton, volume 1, pages 253–57. Grand Rapids, Michigan: Zondervan, 2009.
- Jonathan Sacks. Covenant & Conversation: A Weekly Reading of the Jewish Bible: Exodus: The Book of Redemption, pages 217–48. Jerusalem: Maggid Books, 2010.
- Avrohom Biderman. The Mishkan: The Tabernacle: Its Structure and its Sacred Vessels. Brooklyn: Artscroll, 2011.
- James W. Watts. “Aaron and the Golden Calf in the Rhetoric of the Pentateuch.” Journal of Biblical Literature, volume 130, number 3 (fall 2011): pages 417–30.
- William G. Dever. The Lives of Ordinary People in Ancient Israel: When Archaeology and the Bible Intersect, pages 244. Grand Rapids, Michigan: William B. Eerdmans Publishing Company, 2012.

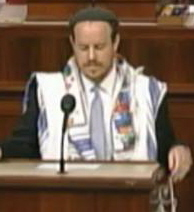
Herzfeld

- Shmuel Herzfeld. "hah: The Source of Spirituality." In Fifty-Four Pick Up: Fifteen-Minute Inspirational Torah Lessons, pages 117–22. Jerusalem: Gefen Publishing House, 2012.
- Torah MiEtzion: New Readings in Tanach: Shemot. Edited by Ezra Bick and Yaakov Beasley, pages 377–410. Jerusalem: Maggid Books, 2012.
- Michael B. Hundley. Gods in Dwellings: Temples and Divine Presence in the Ancient Near East. Atlanta: Society of Biblical Literature, 2013.
- Jonathan Sacks. Lessons in Leadership: A Weekly Reading of the Jewish Bible, pages 99–104. New Milford, Connecticut: Maggid Books, 2015.
- Jonathan Sacks. Essays on Ethics: A Weekly Reading of the Jewish Bible, pages 123–29. New Milford, Connecticut: Maggid Books, 2016.
- Shai Held. The Heart of Torah, Volume 1: Essays on the Weekly Torah Portion: Genesis and Exodus, pages 194–202. Philadelphia: Jewish Publication Society, 2017.
- Steven Levy and Sarah Levy. The JPS Rashi Discussion Torah Commentary, pages 62–64. Philadelphia: Jewish Publication Society, 2017.

### Textos
- Masoretic text and 1917 JPS translation
- Hear the parashah read in Hebrew

### Commentarios
- Academy for Jewish Religion, California
- Academy for Jewish Religion, New York
- Aish.com Archivado el 21 de febrero de 2013 en Wayback Machine.
- American Jewish University—Ziegler School of Rabbinic Studies
- Chabad.org
- Jewish Theological Seminary
- Mechon Hadar
- MyJewishLearning.com
- Orthodox Union
- Pardes from Jerusalem
- Reconstructing Judaism
- Union for Reform Judaism
- United Synagogue of Conservative Judaism
- Yeshiva University